# Elecciones departamentales y municipales de Uruguay de 2020
Las elecciones departamentales y municipales de Uruguay de 2020 se celebraron el domingo 27 de septiembre de 2020. En principio, se iban a celebrar el domingo 10 de mayo del mismo año, en los 19 departamentos del país. En cada departamento se eligió al intendente (primera figura del ejecutivo departamental) y 31 ediles; y en cada uno de los municipios, un alcalde y cuatro concejales. En todo el país se eligieron 19 intendentes, 589 ediles, 125 alcaldes y 500 concejales.
En marzo de 2020, todos los partidos políticos integrantes del parlamento, la Corte Electoral y la vicepresidenta Beatriz Argimón, en una decisión en conjunto, acordaron postergar por única vez para el domingo 27 de septiembre de 2020 debido a la pandemia de coronavirus presente en el país; el único que votó en contra de esta fue el diputado Eduardo Lust, ya que cree que esto sentaría un precedente que una mayoría puede postergar una elección.
El Partido Nacional triunfó en 15 departamentos, recuperando tres intendencias respecto a las elecciones anteriores, el Frente Amplio ganó en 3 departamentos (perdiendo 3 intendencias) y el Partido Colorado triunfó en un departamento, manteniendo a la Intendencia de Rivera como su mayor bastión.

## Generalidades
El proceso electoral 2019-2020 se inició con las elecciones internas de junio de 2019. Fue la tercera ocasión en la que se elijan simultáneamente las autoridades de las Intendencias y de los Municipios.
Hubo mucha diversidad entre el electorado. La separación en el tiempo de las elecciones nacionales, departamentales y municipales dio mayor empoderamiento local y permitió que el elector cambie de partido según conveniencia.
Los partidos Digital y de los Trabajadores decidieron no presentar candidatos en todos los departamentos. El Partido de la Gente no llegó en tiempo y forma a reunir sus convenciones, y por eso no formó parte de este acto eleccionario.

## Resultados generales
A continuación, un listado de los resultados generales en cada departamento. Los partidos políticos comparecieron bajo distintas alianzas en cada departamento. Algunos partidos presentaron internas complejas, mientras que otros enfrentaron a desafiantes firmes.
| Departamento   | Partidos inscriptos                      | Porcentajes | Interna ganadora                                                       |
| -------------- | ---------------------------------------- | ----------- | ---------------------------------------------------------------------- |
| Artigas        | Partido Nacional                         | 64,4%       | Pablo Caram (55,5%) Roque Moreira (5,7%) Raúl Arralde (3,1%)           |
| Artigas        | Frente Amplio                            | 20,1%       | Pablo Caram (55,5%) Roque Moreira (5,7%) Raúl Arralde (3,1%)           |
| Artigas        | Partido Colorado                         | 5,9%        | Pablo Caram (55,5%) Roque Moreira (5,7%) Raúl Arralde (3,1%)           |
| Artigas        | Asamblea Popular                         | 0,1%        | Pablo Caram (55,5%) Roque Moreira (5,7%) Raúl Arralde (3,1%)           |
| Canelones      | Frente Amplio                            | 51,5%       | Yamandú Orsi (51,5%)                                                   |
| Canelones      | Partido Nacional                         | 25,7%       | Yamandú Orsi (51,5%)                                                   |
| Canelones      | Partido Colorado                         | 4,2%        | Yamandú Orsi (51,5%)                                                   |
| Canelones      | Cabildo Abierto                          | 2,6%        | Yamandú Orsi (51,5%)                                                   |
| Canelones      | Partido Verde Animalista                 | 0,4%        | Yamandú Orsi (51,5%)                                                   |
| Canelones      | Asamblea Popular                         | 0,3%        | Yamandú Orsi (51,5%)                                                   |
| Cerro Largo    | Partido Nacional                         | 81,7%       | José Yurramendi (41,6%) Pablo Duarte (39,8%)                           |
| Cerro Largo    | Frente Amplio                            | 12,4%       | José Yurramendi (41,6%) Pablo Duarte (39,8%)                           |
| Cerro Largo    | Partido Colorado                         | 1%          | José Yurramendi (41,6%) Pablo Duarte (39,8%)                           |
| Colonia        | Partido Nacional                         | 46,8%       | Carlos Moreira (33,7%) Ricardo Planchón (12%) Eduardo López (0,9%)     |
| Colonia        | Frente Amplio                            | 32,2%       | Carlos Moreira (33,7%) Ricardo Planchón (12%) Eduardo López (0,9%)     |
| Colonia        | Partido Colorado                         | 6,5%        | Carlos Moreira (33,7%) Ricardo Planchón (12%) Eduardo López (0,9%)     |
| Colonia        | Asamblea Popular                         | 0,4%        | Carlos Moreira (33,7%) Ricardo Planchón (12%) Eduardo López (0,9%)     |
| Durazno        | Partido Nacional                         | 49,1%       | Carmelo Vidalín (49,1%)                                                |
| Durazno        | Frente Amplio                            | 21,5%       | Carmelo Vidalín (49,1%)                                                |
| Durazno        | Partido Colorado                         | 11%         | Carmelo Vidalín (49,1%)                                                |
| Durazno        | Cabildo Abierto                          | 5,7%        | Carmelo Vidalín (49,1%)                                                |
| Durazno        | Partido Independiente                    | 0,8%        | Carmelo Vidalín (49,1%)                                                |
| Durazno        | Asamblea Popular                         | 0,8%        | Carmelo Vidalín (49,1%)                                                |
| Flores         | Partido Nacional                         | 50,1%       | Fernando Echeverría (50,1%)                                            |
| Flores         | Frente Amplio                            | 20,9%       | Fernando Echeverría (50,1%)                                            |
| Flores         | Partido Colorado                         | 18,1%       | Fernando Echeverría (50,1%)                                            |
| Flores         | Cabildo Abierto                          | 4,4%        | Fernando Echeverría (50,1%)                                            |
| Flores         | Asamblea Popular                         | 0,3%        | Fernando Echeverría (50,1%)                                            |
| Florida        | Partido Nacional                         | 48,7%       | Guillermo López (44%) Fernando Pérez (4,5%)                            |
| Florida        | Frente Amplio                            | 31,7%       | Guillermo López (44%) Fernando Pérez (4,5%)                            |
| Florida        | Partido Colorado                         | 8,1%        | Guillermo López (44%) Fernando Pérez (4,5%)                            |
| Florida        | Cabildo Abierto                          | 2,1%        | Guillermo López (44%) Fernando Pérez (4,5%)                            |
| Lavalleja      | Partido Nacional                         | 53,8%       | Mario García (30,7%) Carol Aviaga (22,7%)                              |
| Lavalleja      | Frente Amplio                            | 20,5%       | Mario García (30,7%) Carol Aviaga (22,7%)                              |
| Lavalleja      | Partido Colorado                         | 10,5%       | Mario García (30,7%) Carol Aviaga (22,7%)                              |
| Lavalleja      | Cabildo Abierto                          | 4,4%        | Mario García (30,7%) Carol Aviaga (22,7%)                              |
| Lavalleja      | Partido Independiente                    | 0,4%        | Mario García (30,7%) Carol Aviaga (22,7%)                              |
| Lavalleja      | Asamblea Popular                         | 0,3%        | Mario García (30,7%) Carol Aviaga (22,7%)                              |
| Maldonado      | Partido Nacional                         | 55,7%       | Enrique Antía (38,3%) Rodrigo Blas (17,2%)                             |
| Maldonado      | Frente Amplio                            | 25,5%       | Enrique Antía (38,3%) Rodrigo Blas (17,2%)                             |
| Maldonado      | Partido Colorado                         | 4,6%        | Enrique Antía (38,3%) Rodrigo Blas (17,2%)                             |
| Maldonado      | Cabildo Abierto                          | 1,8%        | Enrique Antía (38,3%) Rodrigo Blas (17,2%)                             |
| Maldonado      | Asamblea Popular                         | 0,5%        | Enrique Antía (38,3%) Rodrigo Blas (17,2%)                             |
| Maldonado      | Partido Verde Animalista                 | 0,5%        | Enrique Antía (38,3%) Rodrigo Blas (17,2%)                             |
| Montevideo     | Frente Amplio                            | 52,1%       | Carolina Cosse (21%) Álvaro Villar (18,5%) Daniel Martínez (12%)       |
| Montevideo     | Coalición Multicolor                     | 40%         | Carolina Cosse (21%) Álvaro Villar (18,5%) Daniel Martínez (12%)       |
| Montevideo     | Asamblea Popular                         | 0,4%        | Carolina Cosse (21%) Álvaro Villar (18,5%) Daniel Martínez (12%)       |
| Montevideo     | Partido Verde Animalista                 | 0,4%        | Carolina Cosse (21%) Álvaro Villar (18,5%) Daniel Martínez (12%)       |
| Paysandú       | Partido Nacional                         | 48,5%       | Nicolás Olivera (29%) Mario Bandera (14,1%) Bertil Bentos (5,1%)       |
| Paysandú       | Frente Amplio                            | 40%         | Nicolás Olivera (29%) Mario Bandera (14,1%) Bertil Bentos (5,1%)       |
| Paysandú       | Partido Colorado                         | 3,9%        | Nicolás Olivera (29%) Mario Bandera (14,1%) Bertil Bentos (5,1%)       |
| Paysandú       | Partido Ecologista Radical Intransigente | 0,6%        | Nicolás Olivera (29%) Mario Bandera (14,1%) Bertil Bentos (5,1%)       |
| Paysandú       | Asamblea Popular                         | 0,4%        | Nicolás Olivera (29%) Mario Bandera (14,1%) Bertil Bentos (5,1%)       |
| Río Negro      | Partido Nacional                         | 44,9%       | Omar Lafluf (30,7%) Pablo Delgrosso (13,9%)                            |
| Río Negro      | Frente Amplio                            | 40,5%       | Omar Lafluf (30,7%) Pablo Delgrosso (13,9%)                            |
| Río Negro      | Partido Colorado                         | 6,2%        | Omar Lafluf (30,7%) Pablo Delgrosso (13,9%)                            |
| Río Negro      | Cabildo Abierto                          | 2%          | Omar Lafluf (30,7%) Pablo Delgrosso (13,9%)                            |
| Rivera         | Partido Colorado                         | 56,1%       | Richard Sander (40,7%) Mauricio González (13,2%) José Montejo (2%)     |
| Rivera         | Partido Nacional                         | 23,5%       | Richard Sander (40,7%) Mauricio González (13,2%) José Montejo (2%)     |
| Rivera         | Frente Amplio                            | 8,9%        | Richard Sander (40,7%) Mauricio González (13,2%) José Montejo (2%)     |
| Rivera         | Cabildo Abierto                          | 4,6%        | Richard Sander (40,7%) Mauricio González (13,2%) José Montejo (2%)     |
| Rivera         | Asamblea Popular                         | 0,1%        | Richard Sander (40,7%) Mauricio González (13,2%) José Montejo (2%)     |
| Rocha          | Partido Nacional                         | 43,8%       | Alejo Umpiérrez (32,8%) Martín Rodríguez (7,5%) José C. Cardoso (3,3%) |
| Rocha          | Frente Amplio                            | 41,5%       | Alejo Umpiérrez (32,8%) Martín Rodríguez (7,5%) José C. Cardoso (3,3%) |
| Rocha          | Partido Colorado                         | 2,9%        | Alejo Umpiérrez (32,8%) Martín Rodríguez (7,5%) José C. Cardoso (3,3%) |
| Rocha          | Partido Verde Animalista                 | 0,4%        | Alejo Umpiérrez (32,8%) Martín Rodríguez (7,5%) José C. Cardoso (3,3%) |
| Rocha          | Asamblea Popular                         | 0,2%        | Alejo Umpiérrez (32,8%) Martín Rodríguez (7,5%) José C. Cardoso (3,3%) |
| Salto          | Frente Amplio                            | 40,5%       | Andrés Lima (33,1%) Soledad Marazzano (7%)                             |
| Salto          | Partido Nacional                         | 35,3%       | Andrés Lima (33,1%) Soledad Marazzano (7%)                             |
| Salto          | Partido Colorado                         | 19,2%       | Andrés Lima (33,1%) Soledad Marazzano (7%)                             |
| Salto          | Asamblea Popular                         | 0,3%        | Andrés Lima (33,1%) Soledad Marazzano (7%)                             |
| San Jose       | Partido Nacional                         | 48,2%       | Ana María Bentaberri (46%) César Zunino (2,1%)                         |
| San Jose       | Frente Amplio                            | 32%         | Ana María Bentaberri (46%) César Zunino (2,1%)                         |
| San Jose       | Partido Colorado                         | 2,9%        | Ana María Bentaberri (46%) César Zunino (2,1%)                         |
| San Jose       | Cabildo Abierto                          | 1,9%        | Ana María Bentaberri (46%) César Zunino (2,1%)                         |
| San Jose       | Partido Independiente                    | 0,6%        | Ana María Bentaberri (46%) César Zunino (2,1%)                         |
| San Jose       | Asamblea Popular                         | 0,4%        | Ana María Bentaberri (46%) César Zunino (2,1%)                         |
| Soriano        | Partido Nacional                         | 54,1%       | Guillermo Besozzi (40,7%) José Luis Gómez (13,2%)                      |
| Soriano        | Frente Amplio                            | 23,6%       | Guillermo Besozzi (40,7%) José Luis Gómez (13,2%)                      |
| Soriano        | Partido Colorado                         | 9,7%        | Guillermo Besozzi (40,7%) José Luis Gómez (13,2%)                      |
| Soriano        | Cabildo Abierto                          | 1,9%        | Guillermo Besozzi (40,7%) José Luis Gómez (13,2%)                      |
| Soriano        | Partido Ecologista Radical Intransigente | 1,4%        | Guillermo Besozzi (40,7%) José Luis Gómez (13,2%)                      |
| Soriano        | Asamblea Popular                         | 0,2%        | Guillermo Besozzi (40,7%) José Luis Gómez (13,2%)                      |
| Tacuarembó     | Partido Nacional                         | 57,1%       | Wilson Ezquerra (37,1%) José de Mattos (19,8%)                         |
| Tacuarembó     | Frente Amplio                            | 17,3%       | Wilson Ezquerra (37,1%) José de Mattos (19,8%)                         |
| Tacuarembó     | Cabildo Abierto                          | 9,7%        | Wilson Ezquerra (37,1%) José de Mattos (19,8%)                         |
| Tacuarembó     | Partido Colorado                         | 7,5%        | Wilson Ezquerra (37,1%) José de Mattos (19,8%)                         |
| Tacuarembó     | Asamblea Popular                         | 0,3%        | Wilson Ezquerra (37,1%) José de Mattos (19,8%)                         |
| Treinta y Tres | Partido Nacional                         | 70%         | Mario Silvera (33,2%) Ramón da Silva (33,1%) José Olano (3,2%)         |
| Treinta y Tres | Frente Amplio                            | 19,1%       | Mario Silvera (33,2%) Ramón da Silva (33,1%) José Olano (3,2%)         |
| Treinta y Tres | Partido Colorado                         | 2,6%        | Mario Silvera (33,2%) Ramón da Silva (33,1%) José Olano (3,2%)         |
| Treinta y Tres | Asamblea Popular                         | 0,4%        | Mario Silvera (33,2%) Ramón da Silva (33,1%) José Olano (3,2%)         |

## Elecciones por departamento

### Artigas
El actual intendente nacionalista Pablo Caram está habilitado para postularse a un segundo periodo consecutivo. Según encuestas de agosto, su partido cuenta con chances para retener el cargo. Cabildo Abierto no postuló candidatos, y presentó listas apoyando a los tres candidatos blancos. El blanco Caram aspira a la reelección, a pesar de los cuestionamientos de falta de transparencia.
| Partido          | Candidato         | 1ª suplente          | 2º suplente                                | 3ª suplente        | 4° suplente    | 5° suplente    | Resultados (%) | Resultados (%) |
| ---------------- | ----------------- | -------------------- | ------------------------------------------ | ------------------ | -------------- | -------------- | -------------- | -------------- |
| Frente Amplio    | Gerardo García    | Yamandú Olivera      | Mirtha Tecco                               | Paula Chalart      |                |                | 6,5            | 19,8           |
| Frente Amplio    | José González     | Enrique D. Suárez    | Mirta Artave                               | Elizabeth Alonzo   |                |                | 5,6            | 19,8           |
| Frente Amplio    | Ricardo Xavier    | Miriam da Rosa       | Luis Ríos                                  | Germán Ayala       |                |                | 7,7            | 19,8           |
| Partido Nacional | Raúl Arralde      | Marcelo Díaz         | Mario Sarasua                              | Angélica Bianchi   |                |                | 3              | 63,5           |
| Partido Nacional | Pablo Caram       | Valentina dos Santos | Luis Augusto Rodríguez (fallecido en 2022) | Elita Nieves Volpi | Mario Predebon | Nelton Barreda | 54,8           | 63,5           |
| Partido Nacional | Roque Moreira     | Alejandro Olivera    | Marta Fagúndez                             | Héctor Félix       |                |                | 5,7            | 63,5           |
| Partido Colorado | Renato Sambucetti | Luis A. Rodríguez    | Sonia Godoy                                | Juan Godoy         |                |                | 2,2            | 4,8            |
| Partido Colorado | Cecilia Umpiérrez | Otto Fernández       | Antonio J. Brum                            | Silvia Cortazzo    |                |                | 2,6            | 4,8            |
| Asamblea Popular | Hugo Ribeiro      | Alcibides dos Santos | Sandra Ribeiro                             | Juan Carlos Silva  |                |                | 0,1            | 0,1            |

### Canelones
El actual intendente frenteamplista Yamandú Orsi se postulará a la reelección y cuentan con chances para retener la intendencia.
| Partido                  | Candidato           | 1º suplente       | 2º suplente      | 3º suplente       | Resultados (%) | Resultados (%) |
| ------------------------ | ------------------- | ----------------- | ---------------- | ----------------- | -------------- | -------------- |
| Frente Amplio            | Yamandú Orsi        | Marcelo Metediera | Gabriela Garrido | Alejandro Alberro | 50,2           | 50,2           |
| Partido Nacional         | Amin Niffouri       | Alfonso Lereté    | Álvaro Dastugue  | Rosa Imoda        | 16,3           | 25             |
| Partido Nacional         | Javier Radiccioni   | Adrián Silva      | Gonzalo Medina   | Cecilia Pereyra   | 8,7            | 25             |
| Partido Colorado         | Diego Castro        | Andrés Moura      | Daniel Haro      | Paola dos Santos  | 4,2            | 4,2            |
| Cabildo Abierto          | Álvaro Perrone      | Hebert Pintos     | Mónica Peña      | Roberto Pereira   | 1,6            | 2,5            |
| Cabildo Abierto          | María Inés Monzillo | Ana García        | Sandra Faud      | Walter Taberne    | 0,9            | 2,5            |
| Asamblea Popular         | Milton Franco       | Jorge Pérez       | Mario Lista      | Mary Johnston     | 0,3            | 0,3            |
| Partido Verde Animalista | Fabián Negreira     | Paula Sosa        | Claudia Curbelo  | Lucía Arbes       | 0,3            | 0,3            |

### Cerro Largo
El intendente nacionalista Sergio Botana no puede volver a postularse en lo inmediato. Según encuestas de agosto, su partido cuenta con chances para retener el cargo; la interna blanca se presenta muy reñida entre dos delfines de Botana.
| Partido          | Candidato         | 1º suplente         | 2º suplente        | 3º suplente     | Resultados (%) | Resultados (%) |
| ---------------- | ----------------- | ------------------- | ------------------ | --------------- | -------------- | -------------- |
| Frente Amplio    | Rodolfo Nin Novoa | Luis Alfredo Fratti | Yisela Araújo      | José Aquino     | 12,2           | 12,2           |
| Partido Nacional | José Yurramendi   | Fernando Gamarra    | Graciela Echenique | Marcos López    | 41,2           | 80,9           |
| Partido Nacional | Carlos Duarte     | Christian Morel     | Sandra Brum        | Milton da Silva | 39,7           | 80,9           |
| Partido Colorado | John K. Rodríguez | Mauricio Crosa      | Zulma Ferreyra     | Mónica Cardozo  | 1              | 1              |

### Colonia
El cuestionado intendente Carlos Moreira, que ya había ocupado el cargo durante los períodos 1995-00, 2000-05 y 2015-20, puede volver a aspirar a un nuevo período consecutivo. Según encuestas de agosto, su partido cuenta con chances para retener el cargo, si bien la elección se perfila "cabeza a cabeza" con el Frente Amplio.
Cabildo Abierto acordó presentar a Eduardo López bajo el lema Partido Nacional.
| Partido          | Candidato          | 1º suplente          | 2º suplente      | 3º suplente           | Resultados (%) | Resultados (%) |
| ---------------- | ------------------ | -------------------- | ---------------- | --------------------- | -------------- | -------------- |
| Frente Amplio    | Jorge Mota         | Gabriel Matonte      | Laura Irigoin    | Alejandro Nario       | 22,7           | 31,5           |
| Frente Amplio    | Ricardo A. Beltran | Luisa Espinosa       | Edison Torres    | María Cristina Araujo | 8,8            | 31,5           |
| Partido Nacional | Carlos Moreira     | Guillermo Rodríguez  | María de Lima    | Andrés Passarino      | 33,5           | 46,4           |
| Partido Nacional | Ricardo Planchón   | Exequiel Carballo    | Walter Zimmer    | Silvia Hernández      | 12             | 46,4           |
| Partido Nacional | Eduardo López      | Jorge Osta Rebellato | María Imperial   | Nilda Matter          | 0,9            | 46,4           |
| Partido Colorado | Nibia Reisch       | Emilio Fernández     | Carlos Foderé    | Mery Rivoir           | 4,8            | 6,5            |
| Partido Colorado | Daniel Forets      | Andrés Durán         | Adrián Michelin  | Isabel Sánchez        | 1,7            | 6,5            |
| Asamblea Popular | Daniel Rey         | Eduardo Pelegrinetti | Estrellita Nuñez | Emanuel Olaverry      | 0,4            | 0,4            |

### Durazno
El intendente nacionalista Carmelo Vidalín, que a su vez ya había ocupado el cargo durante la década 1995-2005, puede aspirar a la reelección inmediata según su partido cuenta con chances para retener la intendencia.
| Partido               | Candidato          | 1º suplente          | 2º suplente         | 3º suplente              | Resultados (%) | Resultados (%) |
| --------------------- | ------------------ | -------------------- | ------------------- | ------------------------ | -------------- | -------------- |
| Frente Amplio         | Raúl Licandro      | Francisco Sosa       | Yeni Niche          | Rosario Juambeltz        | 7,1            | 21,5           |
| Frente Amplio         | Laura Baldenegro   | María Isabel da Rosa | Carlos Viera        | Carla Píriz              | 7,7            | 21,5           |
| Frente Amplio         | Magdalena Recoba   | María Bochiardo      | Mario Sappia        | Juan Delgado             | 6,7            | 21,5           |
| Partido Nacional      | Carmelo Vidalin    | José Rielli          | Diego Ávila         | María del Rosario Morena | 48,5           | 48,5           |
| Partido Colorado      | Ana Hunter         | Nelson D'Alessandro  | Luis Correa         | Yovana Souza             | 4,4            | 10,9           |
| Partido Colorado      | Edgardo H. Lerena  | Edgardo D. Lerena    | Blanca Mechelk      | Bernardo Cataldo         | 4              | 10,9           |
| Partido Colorado      | Darío Martínez     | Guzmán Acosta y Lara | Teresita Valenzuela | Javier Cordero           | 2,5            | 10,9           |
| Cabildo Abierto       | Carlos M. Kuster   | Héctor Fernández     | Rossana Azar        | Elvira García            | 2              | 5,6            |
| Cabildo Abierto       | Guillermo Gurbindo | Manuel González      | Walter Acuña        | María Noel Olivera       | 3,6            | 5,6            |
| Partido Independiente | Carlos Arreiz      | Rubén de León        | María A. Areosa     | Humberto Trentini        | 0,8            | 0,8            |
| Asamblea Popular      | Martín Barrero     | Roberto Correa       | Nair Charlo         | Luis Zabaleta            | 0,8            | 0,8            |

### Flores
El nacionalista Fernando Echeverría puede aspirar a un segundo período consecutivo. Según encuestas de agosto, su partido cuenta con las mayores chances para retener el cargo.
| Partido          | Candidato           | 1º suplente       | 2º suplente           | 3º suplente           | Resultados (%) | Resultados (%) |
| ---------------- | ------------------- | ----------------- | --------------------- | --------------------- | -------------- | -------------- |
| Frente Amplio    | Federico Ruíz       | Luciana Irizabal  | Roberto Rodríguez     | Luciana Bentancor     | 14             | 20,5           |
| Frente Amplio    | Roberto Gómez       | Olga Silva        | Fernando Oholeguy     | Pamela Valiente       | 3              | 20,5           |
| Frente Amplio    | Rivana Pedreira     | Bruno Durán       | Andrés Coitiño        | Nancy González        | 3,5            | 20,5           |
| Partido Nacional | Fernando Echeverría | María C. Bidegaín | Armando Castaingdebat | Luis A. Montes de Oca | 49,7           | 49,7           |
| Partido Colorado | Claudio Aguilar     | Hugo Moreira      | Juan Máspoli          | María E. Pedreira     | 10,1           | 18,1           |
| Partido Colorado | Walter Naddeo       | Horacio Bellini   | Andrea Quevedo        | Julián Rodríguez      | 1,9            | 18,1           |
| Partido Colorado | Andrés Rodríguez    | María Ramírez     | Julio Etchegoimberry  | Natalí Bidart         | 6,1            | 18,1           |
| Cabildo Abierto  | Numan Blanco        | María Friedman    | Iván Chulepin         | Dahiana Dayuto        | 4,4            | 4,4            |
| Asamblea Popular | Joel Leal           | Carlos Giménez    | Sandra Molina         | Hugo González         | 0,3            | 0,3            |

### Florida
El Intendente Carlos Enciso que ocupó entre 2010 y 2019 no puede ser reelecto, por lo cual Guillermo López y Fernando Pérez se presentan a la elección. Según encuestas de agosto, su partido cuenta con chances para retener el cargo, si bien la elección se perfila "cabeza a cabeza" con el Frente Amplio.
| Partido          | Candidato         | 1º suplente        | 2º suplente          | 3º suplente    | Resultados (%) | Resultados (%) |
| ---------------- | ----------------- | ------------------ | -------------------- | -------------- | -------------- | -------------- |
| Frente Amplio    | Álvaro Vega       | Lorena Azpiroz     | Fernándo Schiavoni   | María Álvarez  | 17             | 31,2           |
| Frente Amplio    | Mariana Lorier    | Susana Nieto       | Julio Tambasco       | Felipe Jaurena | 9,4            | 31,2           |
| Frente Amplio    | Eduardo Riviezzi  | Teresita Martínez  | Ariel Palleiro       | Fernándo Pérez | 4,9            | 31,2           |
| Partido Nacional | Guillermo López   | Marcos Pérez       | Delia Mutay          | Mario Lapasta  | 43,7           | 48,1           |
| Partido Nacional | Fernándo Pérez    | Gustavo Bello      | Evangelina Basignani | Alexis Lissio  | 4,4            | 48,1           |
| Partido Colorado | Pablo Lanz Adib   | Nicolás Urchitano  | Rossana Bia Vega     | Diego Machín   | 5,5            | 8,1            |
| Partido Colorado | Claudio Fernández | Daniel Martínez    | Cono Abreu           | María F. Amaro | 2,6            | 8,1            |
| Cabildo Abierto  | Flavia Silva      | Wilson Serra       | Andrea Perazza       | Elida Daluz    | 1,2            | 2,1            |
| Cabildo Abierto  | Isabel Marisol    | Santiago Chifteian | Adriana Centena      | Sonia Blandor  | 0,9            | 2,1            |

### Lavalleja
Tras dos periodos consecutivos, la actual intendente nacionalista Adriana Peña no puede aspirar a la reelección inmediata.Según encuestas de agosto, su partido cuenta con chances para retener el cargo; la interna entre los candidatos blancos se presenta reñida.
| Partido               | Candidato          | 1º suplente        | 2º suplente       | 3º suplente       | Resultados (%) | Resultados (%) |
| --------------------- | ------------------ | ------------------ | ----------------- | ----------------- | -------------- | -------------- |
| Frente Amplio         | Julián Mazzoni     | Yliana Fernández   | Hebert Clavijo    | Isabel Urquiola   | 8,4            | 20             |
| Frente Amplio         | Pablo Fuentes      | Rossana Jaimés     | Pablo Cossio      | María R. López    | 4,6            | 20             |
| Frente Amplio         | Cecilia Bianco     | Daniel Ximénez     | María E. Leis     | Felicita Alonso   | 7              | 20             |
| Partido Nacional      | Carol Aviaga       | Eliana Alzugaray   | Martín Rezk       | Alejandra Pereira | 22,6           | 53             |
| Partido Nacional      | Mario García       | Hernán Vergara     | Lidia Araújo      | Pablo Hernández   | 30,4           | 53             |
| Partido Colorado      | Julio Sánchez      | Marta Bardesio     | Diego Echavarría  | Julio C. Sánchez  | 1,4            | 10,4           |
| Partido Colorado      | Luis M. Carrese    | Fernándo Toledo    | Inés Gardil       | Javier Fernández  | 9              | 10,4           |
| Cabildo Abierto       | Sandra Inzaurralde | Ignacio Bevilacqua | Miguel del Puerto | Sandra Colman     | 4,3            | 4,3            |
| Partido Independiente | Estrella Cabana    | Ruth Mattos        | Roberto Bergero   | Raúl Rubilde      | 0,4            | 0,4            |
| Asamblea Popular      | Julio Tellechea    | Sergio Charquero   | José M. Gorgoroso | Cristina Díaz     | 0,3            | 0,3            |

### Maldonado
El intendente nacionalista Enrique Antía puede aspirar a un nuevo periodo. Según encuestas de agosto, su partido cuenta con chances para retener el cargo.
| Partido                  | Candidato           | 1º suplente       | 2º suplente         | 3º suplente        | Resultados (%) | Resultados (%) |
| ------------------------ | ------------------- | ----------------- | ------------------- | ------------------ | -------------- | -------------- |
| Frente Amplio            | Gerardo Viñales     | Carlos Huelmo     | María A. Laurenzena | Roberto Domínguez  | 3,4            | 24,6           |
| Frente Amplio            | Susana Hernández    | Fabiana Danta     | Gonzálo Zorrilla    | Carmen Suárez      | 8,4            | 24,6           |
| Frente Amplio            | Óscar de los Santos | Gustavo Salaberry | Estela Delgado      | Carlos Corujo      | 12,8           | 24,6           |
| Partido Nacional         | Enrique Antía       | Luis Pereira      | Adriana Graziuso    | Indalecio Pígola   | 37,9           | 54,9           |
| Partido Nacional         | Rodrigo Blas        | Alejandro Lussich | Fernándo Servetto   | María S. Iriarte   | 17             | 54,9           |
| Partido Colorado         | Eduardo Elinger     | Germán Cardoso    | Rita Garateguy      | Haroldo Pi         | 3,9            | 4,5            |
| Partido Colorado         | Félix Riestra       | Blanca dos Santos | Diego Mansilla      | Daniel Martínez    | 0,6            | 4,5            |
| Cabildo Abierto          | Gaspar Barrabino    | Eduardo Ulery     | Laura Bonifacio     | Washington Pereira | 0,7            | 1,8            |
| Cabildo Abierto          | Sebastián Cal       | Kevin Fuentes     | Soraya Silva        | Raúl Blanco        | 1,1            | 1,8            |
| Asamblea Popular         | Carlos Pérez        | Luciano Abelenda  | Selva Pastorini     | Pamela Rodríguez   | 0,4            | 0,4            |
| Partido Verde Animalista | Enrique Cenoz       | Laura Magis       | Aníbal Pereira      | Adriana Alfonso    | 0,4            | 0,4            |

### Montevideo
Las encuestas dan como amplio favorito al Frente Amplio; en su interior, las candidaturas de Martínez y Villar están muy cercanas en intención de Cosse
| Partido                                                        | Candidato        | 1º suplente                      | 2º suplente                          | 3º suplente                          | 4º suplente                | Resultados (%) | Resultados (%) |
| -------------------------------------------------------------- | ---------------- | -------------------------------- | ------------------------------------ | ------------------------------------ | -------------------------- | -------------- | -------------- |
| Frente Amplio                                                  | Carolina Cosse   | Mauricio Zunino (PS)             | Federico Graña (PCU)                 | María E. Mazzoti (Casa Grande)       | Isabel Andreoni (Bases)    | 21             | 52,1           |
| Frente Amplio                                                  | Álvaro Villar    | Pablo Inthamoussu (MPP)          | Partricia Roland (Fuerza Renovadora) | Fernando Amado (UNIR)                | Isabel Andreoni (Bases)    | 18,5           | 52,1           |
| Frente Amplio                                                  | Daniel Martínez  | Pablo Ferreri (Asamblea Uruguay) | Laura Tabárez (Plataforma)           | Analice Beron (Vertiente Artiguista) | Isabel Andreoni (Bases)    | 12             | 52,1           |
| Partido Independiente (lema en representación de la Coalición) | Laura Raffo (PN) | Andrés Ojeda (PC)                | José L. Alonso (CA)                  | Romina Fasulo (PG)                   | Juan Carlos Rodríguez (PI) | 40             | 40             |
| Asamblea Popular                                               | Eduardo Rubio    | Valeria Sánchez                  | Milton Rodríguez                     | Vivianne Gómez                       | Marta Belles               | 0,4            | 0,4            |
| Partido Verde Animalista                                       | Leonel García    | Claudia Libby                    | Manuel Daguerre                      | Ángel Díaz                           | Nathali Cañarte            | 0,4            | 0,4            |

### Paysandú
El actual intendente frenteamplista Guillermo Caraballo puede aspirar a una nueva candidatura inmediata. La elección se presenta reñida frente al Partido Nacional.
Cabildo Abierto había anunciado que postularía a Nelson Gianoni como candidato a intendente, pero luego conformó un acuerdo con el Partido Nacional, presentando listas en apoyo a los tres candidatos.
| Partido          | Candidato           | 1º suplente       | 2º suplente        | 3º suplente       | Resultados (%) | Resultados (%) |
| ---------------- | ------------------- | ----------------- | ------------------ | ----------------- | -------------- | -------------- |
| Frente Amplio    | María C. Bottino    | Luis F. Burjel    | Silvia Belvisi     | Omar Araújo       | 11,1           | 40             |
| Frente Amplio    | Marco García        | Claudio Quintana  | Margartia Heinzen  | Alberto Zinno     | 3,1            | 40             |
| Frente Amplio    | Guillermo Caraballo | Marcelo Romero    | Liliana Gros       | Federico Álvarez  | 25,9           | 40             |
| Partido Nacional | Mario Bandera       | Carlos Leoni      | Luciana Osaba      | Claudio Zanoniani | 14             | 47,7           |
| Partido Nacional | Bertil Bentos       | Rafael Bartzabal  | Roberto Davyt      | Myriam Lamela     | 5              | 47,7           |
| Partido Nacional | Nicolás Olivera     | Nancy Nuñez       | Fermín Farinha     | Eduardo van Hoff  | 28,7           | 47,7           |
| Partido Colorado | Martín Irrazabal    | Ricardo Molinelli | Beatriz Moreira    | Juan C. Moreno    | 1,4            | 3,8            |
| Partido Colorado | David Helguera      | Yomely Flores     | Renzo Spolzino     | Ubaldo Gardiol    | 2,4            | 3,8            |
| PERI             | Marcelo Fagúndez    | María Gelvéz      | Marcelo Weare      | María Perdomo     | 0,6            | 0,6            |
| Asamblea Popular | Rossana Pereira     | Rossana Pérez     | Washington Dolimar | Jorge Azziz       | 0,4            | 0,4            |

### Río Negro
El actual intendente frenteamplista Oscar Terzaghi puede aspirar a una nueva candidatura en lo inmediato. La elección se presenta reñida frente al Partido Nacional.
| Partido          | Candidato       | 1º suplente         | 2º suplente         | 3º suplente       | Resultados (%) | Resultados (%) |
| ---------------- | --------------- | ------------------- | ------------------- | ----------------- | -------------- | -------------- |
| Frente Amplio    | Oscar Terzaghi  | Sylvia Ibarguren    | María J. Rodríguez  | Álvaro Martínez   | 40,5           | 40,5           |
| Partido Nacional | Pablo Delgrosso | Guillermo Bordoli   | Silvia Borba        | Javier López      | 13,9           | 44,9           |
| Partido Nacional | Omar Lafluf     | Jorge Gallo         | Griselda Crevoisier | Fabricio Tisconia | 30,7           | 44,9           |
| Partido Colorado | Juan C. Serres  | Daniel Porro        | Alba Silva          | Rafael Gandulfo   | 2,5            | 6,2            |
| Partido Colorado | Ángel Pavloff   | Andrés Cianciarulo  | Cristina Rostán     | Cristian Rosas    | 3,7            | 6,2            |
| Cabildo Abierto  | Jorge González  | Ecilda Sauleda      | Jorge W. Morgan     | Juana González    | 1,3            | 2              |
| Cabildo Abierto  | Eduardo Poggio  | Gabriela Konajovich | Ramón Salvatierra   | Belis Masseilot   | 0,7            | 2              |

### Rivera
Marne Osorio, el único intendente colorado de todo el país, quien ocupó el cargo entre 2010 y 2019, no puede aspirar a un nuevo periodo consecutivo. Según encuestas de agosto, el Partido Colorado continúa siendo el amplio favorito para retener el cargo, aspirando a tres décadas ininterrumpidas de gestión.
| Partido          | Candidato          | 1º suplente       | 2º suplente        | 3º suplente        | Resultados (%) | Resultados (%) |
| ---------------- | ------------------ | ----------------- | ------------------ | ------------------ | -------------- | -------------- |
| Frente Amplio    | Martires Etchecury | Carla Pérez       | Jorge García       | Cibela da Fontoura | 4,7            | 8,9            |
| Frente Amplio    | Aida Gonzálvez     | Eduardo Pereyra   | Carmelo Aristimuño | Cibela da Fontoura | 4,2            | 8,9            |
| Partido Nacional | Ricardo Araújo     | Fernando Araújo   | Martha González    | Solís Vidarte      | 7,3            | 23,5           |
| Partido Nacional | Milton Machado     | Sabrina García    | Luis García        | Alberto Brizolara  | 6,2            | 23,5           |
| Partido Nacional | Pablo Saravia      | Natalia López     | Miguel González    | Valdomir Macedo    | 10             | 23,5           |
| Partido Colorado | Richard Sander     | José Mazzoni      | Neide Estévez      | Alejandro Bertín   | 40,7           | 56,1           |
| Partido Colorado | Mauricio González  | Milton Soares     | Nuri Marcelina     | Heber Díaz         | 13,2           | 56,1           |
| Partido Colorado | José Montejo       | Anabella Traverso | Beatriz Centi      | Enrique Núñez      | 2              | 56,1           |
| Cabildo Abierto  | Carlos M. Laguzzi  | Silvia Olivera    | Waldemar Mancebo   | Beder Taroco       | 4,6            | 4,6            |
| Asamblea Popular | Jorge Díaz         | Bianca Feo        | José Lotito        | Nair Tamara        | 0,1            | 0,1            |

### Rocha
Los blancos lideran por un corto margen .Esta elección está muy reñida pero, por fin luego de tanto tiempo el PN podría quedarse con la intendencia de Rocha. Cabildo Abierto acordó presentar listas bajo el lema Partido Nacional. Faltando pocos días para la elección, el final se presenta cabeza a cabeza.
| Partido                  | Candidato        | 1º suplente         | 2º suplente         | 3º suplente       | Resultados (%) | Resultados (%) |
| ------------------------ | ---------------- | ------------------- | ------------------- | ----------------- | -------------- | -------------- |
| Frente Amplio            | Artigas Barrios  | Darcy de los Santos | Flora Vero          | María Laxalte     | 7,8            | 40,8           |
| Frente Amplio            | Mary Urse        | Roberto Méndez      | Graciela Darrospide | Paulo García      | 3,7            | 40,8           |
| Frente Amplio            | Aníbal Pereyra   | Marcelo Vaselli     | Mauricio Moreno     | Susana Puig       | 29,3           | 40,8           |
| Partido Nacional         | Alejo Umpiérrez  | Nicolás García      | Cristina Silvera    | Germán Magalhaes  | 32,7           | 43,4           |
| Partido Nacional         | José C. Cardoso  | Carlos Tarabochia   | Marta Canova        | Juan M. Olivera   | 3,3            | 43,4           |
| Partido Nacional         | Martín Rodríguez | Roberto Rodríguez   | José L. Molina      | Silvia Arimón     | 7,4            | 43,4           |
| Partido Colorado         | Rafael de León   | Alejandro Tarán     | Noelia Estol        | Verónica Preyones | 1,5            | 2,9            |
| Partido Colorado         | Enrique Campos   | Juan C. Contreras   | Mikaela Dianessi    | Mauro Lorenzo     | 1,4            | 2,9            |
| Asamblea Popular         | Miguel Sosa      | Juan C. Ferreira    | Daniel Hernández    | Elena Ema         | 0,2            | 0,2            |
| Partido Verde Animalista | Ana Cordano      | María G. Feola      | Fabián Rodríguez    | María N. Cabral   | 0,4            | 0,4            |

### Salto
El actual intendente frenteamplista Andrés Lima está habilitado para una nueva candidatura inmediata. La elección se presenta reñida frente al Partido Nacional y al Colorado.
Cabildo Abierto acordó presentar listas bajo el lema Partido Nacional.
| Partido          | Candidato          | 1º suplente       | 2º suplente      | 3º suplente                  | Resultados (%) | Resultados (%) |
| ---------------- | ------------------ | ----------------- | ---------------- | ---------------------------- | -------------- | -------------- |
| Frente Amplio    | Andrés Lima        | Gustavo Chiriff   | Sandra Mabel     | Juan Cesio                   | 33,07          | 40,5           |
| Frente Amplio    | Soledad Marazzano  | María Azambuja    | Jorge de Souza   | Pablo Alves                  | 7,04           | 40,5           |
| Partido Nacional | Carlos Albisu      | Walter Texeira    | Rosa Blanco      | Alquiles Mainardi            | 29,8           | 35,1           |
| Partido Nacional | Francisco Blardoni | Rodrigo Goñi      | Enrique Piastri  | Adriana Chaibun              | 4,3            | 35,1           |
| Partido Nacional | César Mari         | Carlos Secco      | Arturo Astudillo | Elena Rattin                 | 1              | 35,1           |
| Partido Colorado | Germán Coutinho    | Joaquín Sant Anna | Eduardo Minutti  | Elizabeth Machiavello        | 17,6           | 19,5           |
| Partido Colorado | Gonzálo Leal       | Julio C. Franchi  | Serramna Cabrera | Noel González                | 1              | 19,5           |
| Partido Colorado | Miguel Feris       | Alejandro Campos  | Hermes Morales   | María de los Ángeles Márquez | 0,9            | 19,5           |
| Asamblea Popular | José Buslón        | Luis Gómez        | Cristina Pedetti | Juan Román                   | 0,2            | 0,2            |

### San José
Tras dos periodos consecutivos, el nacionalista José Luis Falero no puede volver a postularse en lo inmediato. Según encuestas de agosto, su partido cuenta con chances para retener el cargo, si bien la elección se perfila "cabeza a cabeza" con el Frente Amplio.
| Partido               | Candidato             | 1º suplente      | 2º suplente             | 3º suplente       | Resultados (%) | Resultados (%) |
| --------------------- | --------------------- | ---------------- | ----------------------- | ----------------- | -------------- | -------------- |
| Frente Amplio         | María Noel Battaglino | Heber Sellanes   | Fernanda Ceballos       | Gonzálo Rodríguez | 18.6           | 31,2           |
| Frente Amplio         | Pablo Urreta          | Soledad Díaz     | Daniel Blanco           | Nelson Hernández  | 12.6           | 31,2           |
| Partido Nacional      | Ana María Bentaberri  | Carlos Badano    | Amalia Etcheverrigaray  | Daniel Leyes      | 45,4           | 47.5           |
| Partido Nacional      | César Zunino          | Juan Menéndez    | Gimena More             | Juan Benzano      | 2,1            | 47.5           |
| Partido Colorado      | Alfredo Lago          | Gonzálo Magnou   | Esmeralda Zaro          | Martín Modernel   | 1,9            | 2,9            |
| Partido Colorado      | Washington Almada     | Dorcey Cuello    | Silvia Rodríguez        | Yoana Bauzá       | 1              | 2,9            |
| Cabildo Abierto       | Edgar García          | Dardo Carsin     | María E. Larrañaga      | José L. González  | 1,8            | 1,8            |
| Partido Independiente | Luis A. Noya          | Tomás Puerto     | María del Carmen Grillo | Pedro Travieso    | 0,5            | 0,5            |
| Asamblea Popular      | Darío Camilo          | Alejandro Sesser | Fiorella Campanella     | Daniel López      | 0,4            | 0,4            |

### Soriano
El nacionalista Agustín Bascou, que al momento de la elección ejerce su primer periodo como Intendente de Soriano, declinó postularse a la reelección, por los problemas que tuvo en la esfera judicial pero su partido cuenta con chances para retener el cargo.  
| Partido          | Candidato         | 1º suplente               | 2º suplente        | 3º suplente          | Resultados (%) | Resultados (%) |
| ---------------- | ----------------- | ------------------------- | ------------------ | -------------------- | -------------- | -------------- |
| Frente Amplio    | Inocencio Bertoni | Elena Cuadrado            | Leonardo Rey       | Mariana Gross        | 3,5            | 23,2           |
| Frente Amplio    | Julio Guastavino  | Elsa Barolin Maglione     | Pedro Ruiz Gómez   | Carla di Stasio      | 7,7            | 23,2           |
| Frente Amplio    | Pablo Ponce       | Verónica del Lujan Suárez | Ramón Mastrandea   | Álvaro Turá          | 12             | 23,2           |
| Partido Nacional | Guillermo Besozzi | Rubén Valentín            | Daniel Gastán      | María Celia Barreiro | 40,1           | 53,3           |
| Partido Nacional | José Luis Gómez   | María Sarutte             | José María Lavista | Adriano Andriolo     | 13,2           | 53,3           |
| Partido Colorado | Federico Barboza  | Carlos Rivero             | Mirta Acuña        | Ciro Garbarot        | 1,2            | 9,6            |
| Partido Colorado | Andrés Centurión  | Juan Santellán            | Roberto Fernández  | Silvana Melazzi      | 6,1            | 9,6            |
| Partido Colorado | Jorge Marroig     | Otto Lühers               | Marisa de Pazos    | Isabel González      | 2,3            | 9,6            |
| Cabildo Abierto  | Martín Sande      | Osvald Hillmann           | Shirley Sánchez    | Daniel Olivera       | 0,9            | 1,8            |
| Cabildo Abierto  | Alberto Loitey    | Gonzalo Murialdo          | Paola Bertochi     | César Cáceres        | 0,9            | 1,8            |
| PERI             | Alejandro Cairús  | Dorian Armand Pilón       | Leticia Gómez      | Dora Scasso          | 1,3            | 1,3            |
| Asamblea Popular | Raúl Perdomo      | Julio Rodríguez           | María Fernández    | Enrique Rey          | 0,2            | 0,2            |

### Tacuarembó
El intendente Eber da Rosa Vázquez declinó postularse a la reelección, aunque será primer suplente de Wilson Ezquerra. Según encuestas de agosto, su partido cuenta con chances para retener el cargo.
| Partido          | Candidato         | 1º suplente      | 2º suplente     | 3º suplente       | Resultados (%) | Resultados (%) |
| ---------------- | ----------------- | ---------------- | --------------- | ----------------- | -------------- | -------------- |
| Frente Amplio    | Edgardo Rodríguez | Rudyard Esquivo  | Sheila Tarde    | Wilton Núñez      | 9,3            | 17             |
| Frente Amplio    | César González    | César Guerrero   | Silvia Real     | Jesús Casco       | 7,7            | 17             |
| Partido Nacional | Wilson Ezquerra   | Eber da Rosa     | Greysi Araújo   | Sergio Núñez      | 36,8           | 56,6           |
| Partido Nacional | José de Mattos    | Julio Cardozo    | Narcio López    | Magdalena Ercilia | 19,8           | 56,6           |
| Partido Colorado | Federico Silva    | José Velázquez   | Ana Duarte      | Juan Monteverde   | 5              | 7,4            |
| Partido Colorado | Cristina Secco    | Walter Rodríguez | Séptimo Bálsamo | Gianella Gularte  | 2,4            | 7,4            |
| Cabildo Abierto  | Solís Echeverría  | Ivo Ferreira     | Paloma Sánchez  | Irene Echenagusía | 9,6            | 9,6            |
| Asamblea Popular | Luis Gandolfo     | María Castelli   | Miguel Bener    | Gloria Dutra      | 0,3            | 0,3            |

### Treinta y Tres
El nacionalista Dardo Sánchez Cal no puede volver a postularse en lo inmediato. Según encuestas de agosto, su partido cuenta con chances para retener el cargo; la interna nacionalista se presenta muy reñida.
| Partido          | Candidato        | 1º suplente         | 2º suplente        | 3º suplente      | Resultados (%) | Resultados (%) |
| ---------------- | ---------------- | ------------------- | ------------------ | ---------------- | -------------- | -------------- |
| Frente Amplio    | José L. Acosta   | Susana Bouyssounade | Marcos Abude       | Jimena Acosta    | 4,5            | 19,05          |
| Frente Amplio    | Fernándo Techera | Gerardo Amaral      | Carmen Ipuche      | Néstor Waldemar  | 2,8            | 19,05          |
| Frente Amplio    | Mario Motta      | Gerardo Amaral      | Ana Palacio        | Néstor Waldemar  | 11,5           | 19,05          |
| Partido Nacional | Mario Silvera    | Luisa Rodríguez     | Eduardo González   | Daniela Elosegui | 33,24          | 69,95          |
| Partido Nacional | José Olano       | Héctor Barrios      | Germán Chebataroff | Cristina Cedréz  | 3,63           | 69,95          |
| Partido Nacional | Ramón da Silva   | Fernándo Cuello     | Mabel Quintela     | José González    | 33,08          | 69,95          |
| Partido Colorado | Martín Techera   | Rúben Becerra       | Stefanía Achabal   | Hegard Estrella  | 1,12           | 2,6            |
| Partido Colorado | Hugo Lima        | Francisco Iginis    | Eva Hernández      | Aldo Cheloni     | 1,48           | 2,6            |
| Asamblea Popular | María Pereira    | Antonio Jorge       | Fredy Burgos       | Flor Silva       | 0,4            | 0,4            |

## Elecciones municipales
Esta elección significó un avance del Partido Nacional, que conquistó 90 municipios. El Frente Amplio retuvo 32. Los colorados, por su parte, obtuvieron 3.

### Artigas

#### Bella Unión
| Partido          | Candidato a alcalde | Resultado (%) | Resultado (%) |
| ---------------- | ------------------- | ------------- | ------------- |
| Frente Amplio    | Robert dos Santos   | 2,72          | 40,7          |
| Frente Amplio    | Jorge Rodas         | 1,47          | 40,7          |
| Frente Amplio    | Yamandú Olivera     | 16,78         | 40,7          |
| Frente Amplio    | Luis López          | 5,27          | 40,7          |
| Frente Amplio    | Jorge Ferrari       | 1,37          | 40,7          |
| Frente Amplio    | Marcelo Bonilla     | 6,19          | 40,7          |
| Frente Amplio    | Hugo Dávila         | 6,90          | 40,7          |
| Partido Nacional | William Cresseri    | 25,24         | 54,5          |
| Partido Nacional | Ovidio Silva        | 1,52          | 54,5          |
| Partido Nacional | Wilma Moraes        | 6,61          | 54,5          |
| Partido Nacional | Juan C. Brandón     | 7,81          | 54,5          |
| Partido Nacional | William Oxandabarat | 1,29          | 54,5          |
| Partido Nacional | Elto Silva          | 1,04          | 54,5          |
| Partido Nacional | Federico Ferreira   | 5,83          | 54,5          |
| Partido Nacional | Oscar Barros        | 1,58          | 54,5          |
| Partido Nacional | José Braccini       | 3,18          | 54,5          |
| Partido Colorado | Andrés Rodríguez    | 4,7           | 4,7           |

#### Tomás Gomensoro
| Partido          | Candidato a alcalde | Resultado (%) | Resultado (%) |
| ---------------- | ------------------- | ------------- | ------------- |
| Frente Amplio    | Carmelo Flores      | 9,04          | 18,9          |
| Frente Amplio    | Dardo Sarasua       | 9,68          | 18,9          |
| Partido Nacional | Aída Banega         | 1,13          | 79,8          |
| Partido Nacional | Carlos Arbiza       | 43,64         | 79,8          |
| Partido Nacional | Luis Gutiérrez      | 34,94         | 79,8          |
| Partido Colorado | Juan Godoy          | 1,3           | 1,3           |

#### Baltasar Brum
| Partido          | Candidato a alcalde | Resultado (%) | Resultado (%) |
| ---------------- | ------------------- | ------------- | ------------- |
| Frente Amplio    | Jorge Santos        | 1,52          | 5,51          |
| Frente Amplio    | Carlos Alves        | 3,99          | 5,51          |
| Partido Nacional | Andrea Machado      | 2,40          | 52,54         |
| Partido Nacional | Eduardo Chiriff     | 2,64          | 52,54         |
| Partido Nacional | Juan Martinicorena  | 45,45         | 52,54         |
| Partido Nacional | Juan Elliot         | 2,05          | 52,54         |
| Partido Colorado | Wilson Medina       | 21,17         | 41,58         |
| Partido Colorado | Mirian Silva        | 10,85         | 41,58         |
| Partido Colorado | Enrique Noboa       | 7,51          | 41,58         |
| Partido Colorado | César da Rosa       | 2,05          | 41,58         |

### Canelones

#### Ciudad de la Costa
| Partido          | Candidato a alcalde | Resultado (%) | Resultado (%) |
| ---------------- | ------------------- | ------------- | ------------- |
| Frente Amplio    | Alejandro Lagarreta | 18,38         | 71,24         |
| Frente Amplio    | Gerardo Gadea       | 3,40          | 71,24         |
| Frente Amplio    | Ángel Rojas         | 19,97         | 71,24         |
| Frente Amplio    | Sonia Misirian      | 24,03         | 71,24         |
| Frente Amplio    | Gustavo Nobilio     | 5             | 71,24         |
| Partido Nacional | Beatriz Balparda    | 7,21          | 21,44         |
| Partido Nacional | Luis Noya           | 0,72          | 21,44         |
| Partido Nacional | Rosa Corbo          | 0,86          | 21,44         |
| Partido Nacional | Enrique Morriel     | 0,41          | 21,44         |
| Partido Nacional | Francisco Neves     | 0,12          | 21,44         |
| Partido Nacional | Gustavo Silva       | 0,36          | 21,44         |
| Partido Nacional | Regina Ferreira     | 0,95          | 21,44         |
| Partido Nacional | Gabriel Fernández   | 0,68          | 21,44         |
| Partido Nacional | Juan Gutiérrez      | 0,13          | 21,44         |
| Partido Nacional | Carmen Icardo       | 0,41          | 21,44         |
| Partido Nacional | Silvia de Borba     | 0,99          | 21,44         |
| Partido Nacional | Ovidio Camargo      | 0             | 21,44         |
| Partido Nacional | Fernando Silveira   | 1,87          | 21,44         |
| Partido Nacional | Matías Amoroso      | 0,11          | 21,44         |
| Partido Nacional | José Estefan        | 0,56          | 21,44         |
| Partido Nacional | Adrea Heus          | 0,11          | 21,44         |
| Partido Nacional | Néstor Cáceres      | 0             | 21,44         |
| Partido Nacional | Fabio Bon           | 2,42          | 21,44         |
| Partido Nacional | María Pedemonti     | 0             | 21,44         |
| Partido Nacional | José Bonifacio      | 0,48          | 21,44         |
| Partido Nacional | Cecilio Morales     | 0,11          | 21,44         |
| Partido Nacional | Mirtha Corbo        | 0             | 21,44         |
| Partido Nacional | Agustina Sosa       | 0             | 21,44         |
| Partido Nacional | Juan Delgado        | 0             | 21,44         |
| Partido Nacional | Rodrígo Martínez    | 0             | 21,44         |
| Partido Nacional | Santiago Rosas      | 0,37          | 21,44         |
| Partido Nacional | Julio Villafán      | 0,17          | 21,44         |
| Partido Nacional | Diego Rodríguez     | 0             | 21,44         |
| Partido Nacional | Sergio Cruz         | 0,94          | 21,44         |
| Partido Nacional | Martín Bethencourt  | 0,75          | 21,44         |
| Partido Nacional | Laura Levy          | 0,28          | 21,44         |
| Partido Nacional | Israel Rolón        | 0,31          | 21,44         |
| Partido Colorado | Juan Rodigari       | 0,75          | 2,46          |
| Partido Colorado | Fabián Andrade      | 1,06          | 2,46          |
| Partido Colorado | Agustín Guerrero    | 0,38          | 2,46          |
| Partido Colorado | Adriana Gayoso      | 0,26          | 2,46          |
| Cabildo Abierto  | Nuber Solares       | 1,77          | 4,25          |
| Cabildo Abierto  | Alejandro Carbajal  | 0,92          | 4,25          |
| Cabildo Abierto  | Fernando Hernández  | 1,53          | 4,25          |
| Asamblea Popular | Gerardo Bevans      | 0,61          | 0,61          |

#### 18 de mayo
| Partido          | Candidato a alcalde | Resultado (%) | Resultado (%) |
| ---------------- | ------------------- | ------------- | ------------- |
| Frente Amplio    | Nancy Ramírez       | 18,32         | 53,60         |
| Frente Amplio    | Silvia Sánchez      | 29,41         | 53,60         |
| Frente Amplio    | Silvia Núñez        | 5,74          | 53,60         |
| Partido Nacional | Alejandra Texeira   | 1,34          | 24,38         |
| Partido Nacional | Alicia Lalo         | 0             | 24,38         |
| Partido Nacional | Daniel Arbelo       | 0,48          | 24,38         |
| Partido Nacional | Diego Sánchez       | 0,23          | 24,38         |
| Partido Nacional | Eduardo Machado     | 0,30          | 24,38         |
| Partido Nacional | Elbio Merladett     | 1,05          | 24,38         |
| Partido Nacional | Esteban Cuello      | 0,22          | 24,38         |
| Partido Nacional | Juan Viera          | 0,23          | 24,38         |
| Partido Nacional | Carlos Ferreira     | 0,27          | 24,38         |
| Partido Nacional | Gabriela Santana    | 0,63          | 24,38         |
| Partido Nacional | Guillermo Ferreira  | 2,34          | 24,38         |
| Partido Nacional | Héctor Ramos        | 0,55          | 24,38         |
| Partido Nacional | Hugo Moreno         | 0,13          | 24,38         |
| Partido Nacional | Inés Tejeira        | 1,80          | 24,38         |
| Partido Nacional | José Leal           | 1,64          | 24,38         |
| Partido Nacional | Karina Vargas       | 0,67          | 24,38         |
| Partido Nacional | Lourdes Ortiz       | 0,12          | 24,38         |
| Partido Nacional | Ariel Bentancor     | 0,05          | 24,38         |
| Partido Nacional | Luis Iglesias       | 0,87          | 24,38         |
| Partido Nacional | Pablo Broso         | 0,27          | 24,38         |
| Partido Nacional | Mari Aragunde       | 0,23          | 24,38         |
| Partido Nacional | Mario Pan           | 2,04          | 24,38         |
| Partido Nacional | Mauricio Albernaz   | 0,43          | 24,38         |
| Partido Nacional | Andrés Moreira      | 0,40          | 24,38         |
| Partido Nacional | Miguel Saucedo      | 0,15          | 24,38         |
| Partido Nacional | Mirta Ávila         | 0,32          | 24,38         |
| Partido Nacional | Mónica Fernández    | 1,29          | 24,38         |
| Partido Nacional | Nicolás Pacheco     | 0             | 24,38         |
| Partido Nacional | Pablo Borrazas      | 0,25          | 24,38         |
| Partido Nacional | Wiston Rolón        | 1,05          | 24,38         |
| Partido Nacional | Rubén Hundewadt     | 1,35          | 24,38         |
| Partido Nacional | Sandalio Texeira    | 0,43          | 24,38         |
| Partido Nacional | Shirley Peralta     | 0,28          | 24,38         |
| Partido Nacional | Gladys González     | 1,35          | 24,38         |
| Partido Nacional | Washington Álves    | 1,29          | 24,38         |
| Partido Colorado | Nahir Rosa          | 0,35          | 18,74         |
| Partido Colorado | Walter Cervini      | 17,74         | 18,74         |
| Partido Colorado | Carlos González     | 0,58          | 18,74         |
| Cabildo Abierto  | Mónica Viñoles      | 0,88          | 2,85          |
| Cabildo Abierto  | María de León       | 0,83          | 2,85          |
| Cabildo Abierto  | Silvana Correa      | 0,58          | 2,85          |
| Cabildo Abierto  | Ángel González      | 0,55          | 2,85          |
| Asamblea Popular | Mary Johnston       | 0,42          | 0,42          |

#### Las Piedras
| Partido          | Candidato a alcalde | Resultado (%) | Resultado (%) |
| ---------------- | ------------------- | ------------- | ------------- |
| Frente Amplio    | Gustavo González    | 29,29         | 33,5          |
| Frente Amplio    | Adriana Álvarez     | 0,09          | 33,5          |
| Frente Amplio    | Gustavo Valentini   | 4,07          | 33,5          |
| Partido Nacional | Adrián Sorozabal    |               | 21,21         |
| Partido Nacional | Agustín Fernández   |               | 21,21         |
| Partido Nacional | Agustín Herrera     |               | 21,21         |
| Partido Nacional | Alberto Bonifacio   |               | 21,21         |
| Partido Nacional | Alejandra Robaina   |               | 21,21         |
| Partido Nacional | Alejandra Vega      |               | 21,21         |
| Partido Nacional | Alexis Díaz         |               | 21,21         |
| Partido Nacional | Álvaro Bentancur    |               | 21,21         |
| Partido Nacional | Ana C. Barreiro     |               | 21,21         |
| Partido Nacional | Ana Santellan       |               | 21,21         |
| Partido Nacional | Analía Lira         |               | 21,21         |
| Partido Nacional | Andrés Fernández    |               | 21,21         |
| Partido Nacional | Carlos Jaureguy     |               | 21,21         |
| Partido Nacional | Carlos Píriz        |               | 21,21         |
| Partido Nacional | Carlos Sosa         |               | 21,21         |
| Partido Nacional | César Sandes        |               | 21,21         |
| Partido Nacional | Claudio Vidalín     |               | 21,21         |
| Partido Nacional | Daiana Castro       |               | 21,21         |
| Partido Nacional | Daniela Vitabar     |               | 21,21         |
| Partido Nacional | Elena Zapatín       |               | 21,21         |
| Partido Nacional | Facundo Blanco      |               | 21,21         |
| Partido Nacional | Fernando Hernández  |               | 21,21         |
| Partido Nacional | Fernando Vidalín    |               | 21,21         |
| Partido Nacional | Gabriel Chapez      |               | 21,21         |
| Partido Nacional | Gerardo Correa      |               | 21,21         |
| Partido Nacional | Héctor Larroque     |               | 21,21         |
| Partido Nacional | Héctor Lerena       |               | 21,21         |
| Partido Nacional | Homero Caro         |               | 21,21         |
| Partido Nacional | Hugo Vidalín        |               | 21,21         |
| Partido Nacional | Isabel Juncal       |               | 21,21         |
| Partido Nacional | Jeremy de León      |               | 21,21         |
| Partido Nacional | Joana Tajes         |               | 21,21         |
| Partido Nacional | Jorge Bajmetkov     |               | 21,21         |
| Partido Nacional | Jorge Benítez       |               | 21,21         |
| Partido Nacional | Jorge Toledo        |               | 21,21         |
| Partido Nacional | José A. Mombru      |               | 21,21         |
| Partido Nacional | José Cotrofe        |               | 21,21         |
| Partido Nacional | Juan Amaro          |               | 21,21         |
| Partido Nacional | Juan González       |               | 21,21         |
| Partido Nacional | Juan Cardozo        |               | 21,21         |
| Partido Nacional | Juanjo Launas       |               | 21,21         |
| Partido Nacional | Judith Yorne        |               | 21,21         |
| Partido Nacional | Julio Haedo         |               | 21,21         |
| Partido Nacional | Julio Rodríguez     |               | 21,21         |
| Partido Nacional | Leonardo Guinea     |               | 21,21         |
| Partido Nacional | Luis Pera           |               | 21,21         |
| Partido Nacional | Luis Veloz          |               | 21,21         |
| Partido Nacional | Mathias Rosas       |               | 21,21         |
| Partido Nacional | Mayra Olivo         |               | 21,21         |
| Partido Nacional | Mirta Tasso         |               | 21,21         |
| Partido Nacional | Natalia Ferreira    |               | 21,21         |
| Partido Nacional | Paola Palacios      |               | 21,21         |
| Partido Nacional | Patricia Marchirena |               | 21,21         |
| Partido Nacional | Paulo Ramos         |               | 21,21         |
| Partido Nacional | Pedro Herrera       |               | 21,21         |
| Partido Nacional | Queraldo da Silvera |               | 21,21         |
| Partido Nacional | Ramón Fernández     |               | 21,21         |
| Partido Nacional | Ramón González      |               | 21,21         |
| Partido Nacional | Roberto Telis       |               | 21,21         |
| Partido Nacional | Rosa Nieto          |               | 21,21         |
| Partido Nacional | Rubén Martínez      |               | 21,21         |
| Partido Nacional | Sergio Hernández    |               | 21,21         |
| Partido Nacional | Verónica Grazuiso   |               | 21,21         |
| Partido Nacional | Víctor Farías       |               | 21,21         |
| Partido Nacional | Virginia Nicoletti  |               | 21,21         |
| Partido Nacional | Walter Bertolino    |               | 21,21         |
| Partido Nacional | Walter Lascano      |               | 21,21         |
| Partido Nacional | Wilman Fernández    |               | 21,21         |
| Partido Nacional | Yennifer González   |               | 21,21         |
| Partido Colorado | Alejandro Lacuesta  |               | 2,73          |
| Partido Colorado | Fabrizio Guarnieri  |               | 2,73          |
| Partido Colorado | Gabriel Curbelo     |               | 2,73          |
| Partido Colorado | Hugo Medero         |               | 2,73          |
| Partido Colorado | Luis Moreira        |               | 2,73          |
| Partido Colorado | Miguel Zapata       |               | 2,73          |
| Partido Colorado | Paola dos Santos    |               | 2,73          |
| Partido Colorado | Raúl Umpiérrez      |               | 2,73          |
| Partido Colorado | Rodolfo Nievas      |               | 2,73          |
| Cabildo Abierto  | Justo Vázquez       |               | 1,41          |
| Cabildo Abierto  | Marisel Álvarez     |               | 1,41          |
| Cabildo Abierto  | Pablo Suárez        |               | 1,41          |
| Cabildo Abierto  | Jorge Paulette      |               | 1,41          |
| Asamblea Popular | Mauro San Martín    | 0,13          | 0,13          |

#### Pando
| Partido          | Candidato a alcalde  | Resultado | Resultado |
| ---------------- | -------------------- | --------- | --------- |
| Frente Amplio    | Omar Casanova        |           |           |
| Frente Amplio    | Alcides Pérez        |           |           |
| Frente Amplio    | Pablo Pellegrini     |           |           |
| Frente Amplio    | Sergio Pereyra       |           |           |
| Frente Amplio    | Nury Moreno          |           |           |
| Partido Nacional | Alicia de los Santos |           |           |
| Partido Nacional | Beatriz Fernández    |           |           |
| Partido Nacional | Carlos Vignoli       |           |           |
| Partido Nacional | Cristian Franco      |           |           |
| Partido Nacional | Edgardo Giudice      |           |           |
| Partido Nacional | Ernesto Tejedor      |           |           |
| Partido Nacional | Federico Strazzarino |           |           |
| Partido Nacional | Gerardo Vera         |           |           |
| Partido Nacional | Juan Acosta          |           |           |
| Partido Nacional | Leonardo Soria       |           |           |
| Partido Nacional | Mabel Vilela         |           |           |
| Partido Nacional | María Bonilla        |           |           |
| Partido Nacional | Mario Lasso          |           |           |
| Partido Nacional | Martín Sosa          |           |           |
| Partido Nacional | Nicole Bayardo       |           |           |
| Partido Nacional | Pilar Pereira        |           |           |
| Partido Nacional | Rolando Rizzo        |           |           |
| Partido Nacional | Valentina Amengual   |           |           |
| Partido Nacional | Walter Saquieres     |           |           |
| Partido Colorado | María de León        |           |           |
| Partido Colorado | Julio Cardozo        |           |           |
| Partido Colorado | Luis Repetto         |           |           |
| Partido Colorado | Sandra Estefan       |           |           |
| Partido Colorado | Gustavo Muníz        |           |           |
| Partido Colorado | Hugo Moreira         |           |           |
| Cabildo Abierto  | Eber Acosta          |           |           |
| Cabildo Abierto  | Jorge Galván         |           |           |
| Asamblea Popular | Jorge Espósito       |           |           |

#### La Paz
| Partido          | Candidato a alcalde | Resultado (%) | Resultado (%) |
| ---------------- | ------------------- | ------------- | ------------- |
| Frente Amplio    | Bruno Fernández     | 21,3          | 46,61         |
| Frente Amplio    | Alejandro Rubbo     |               | 46,61         |
| Frente Amplio    | Roberto Coronel     |               | 46,61         |
| Frente Amplio    | William Urrutia     |               | 46,61         |
| Frente Amplio    | Nery Fernández      |               | 46,61         |
| Frente Amplio    | Gustavo Trinidad    |               | 46,61         |
| Partido Nacional | Cristhian Ceriani   |               |               |
| Partido Nacional | Cristian Silvera    |               |               |
| Partido Nacional | Dante Cattaneo      |               |               |
| Partido Nacional | Emmanuel Antúnez    |               |               |
| Partido Nacional | Fabián Souza        |               |               |
| Partido Nacional | Gonzálo Martínez    |               |               |
| Partido Nacional | Isabel Solís        |               |               |
| Partido Nacional | Luis Coronel        |               |               |
| Partido Nacional | María Capurro       |               |               |
| Partido Nacional | Marner Montero      |               |               |
| Partido Nacional | Mónica Morales      |               |               |
| Partido Nacional | Pedro de Matteis    |               |               |
| Partido Nacional | Raúl Giménez        |               |               |
| Partido Nacional | Ricardo Oses        |               |               |
| Partido Nacional | Rubén López         |               |               |
| Partido Nacional | Sandra Olivera      |               |               |
| Partido Nacional | Sergio Velazco      |               |               |
| Partido Nacional | Verónico Acevedo    |               |               |
| Partido Colorado | Silvana Estevan     |               |               |
| Partido Colorado | Katerine Rodríguez  |               |               |
| Partido Colorado | Eduardo Benítez     |               |               |
| Partido Colorado | Lucía Franggi       |               |               |
| Cabildo Abierto  | Karen Cirigliano    |               |               |
| Cabildo Abierto  | Andrés Siri         |               |               |

#### Canelones
| Partido          | Candidato a alcalde | Resultado (%) | Resultado (%) |
| ---------------- | ------------------- | ------------- | ------------- |
| Frente Amplio    | Claudio Benítez     |               | 35,68         |
| Frente Amplio    | Américo Puga        |               | 35,68         |
| Frente Amplio    | Darío Pimienta      |               | 35,68         |
| Frente Amplio    | Gerson Vila         |               | 35,68         |
| Frente Amplio    | Maira Álvez         |               | 35,68         |
| Frente Amplio    | Guillermo Fernández |               | 35,68         |
| Partido Nacional | Alejandra Cácerez   |               | 15,68         |
| Partido Nacional | Carlos Cotto        |               | 15,68         |
| Partido Nacional | Carolina Casullo    |               | 15,68         |
| Partido Nacional | Danilo Lagreca      |               | 15,68         |
| Partido Nacional | Juan C. Recaite     |               | 15,68         |
| Partido Nacional | Juan J. Rodríguez   |               | 15,68         |
| Partido Nacional | Matilde González    |               | 15,68         |
| Partido Nacional | Natalia Molinari    |               | 15,68         |
| Partido Nacional | Patricio Serni      |               | 15,68         |
| Partido Nacional | Rubén Blanco        |               | 15,68         |
| Partido Nacional | Sandro Luzardo      |               | 15,68         |
| Partido Colorado | Iván Cilintano      |               | 5,02          |
| Partido Colorado | Patricia Jauregui   |               | 5,02          |
| Partido Colorado | Edgardo Misa        |               | 5,02          |
| Partido Colorado | Gastón Torres       |               | 5,02          |
| Partido Colorado | Julio C. Torres     |               | 5,02          |
| Cabildo Abierto  | Carlos García       |               | 2,04          |
| Cabildo Abierto  | Nancy Juncal        |               | 2,04          |
| Cabildo Abierto  | Luis Rimoldi        |               | 2,04          |
| Asamblea Popular | Richard Chartier    |               | 0,33          |

#### Santa Lucía
| Partido          | Candidato a alcalde | Resultado | Resultado |
| ---------------- | ------------------- | --------- | --------- |
| Frente Amplio    | Leonardo Mollo      |           |           |
| Frente Amplio    | Gabriel Gelpes      |           |           |
| Frente Amplio    | Alicia Posse        |           |           |
| Frente Amplio    | Juan A. Medina      |           |           |
| Frente Amplio    | Gustavo Hernández   |           |           |
| Frente Amplio    | Fernando Loriente   |           |           |
| Partido Nacional | Alfredo Camacho     |           |           |
| Partido Nacional | Ariel Fernández     |           |           |
| Partido Nacional | Edgard Núñez        |           |           |
| Partido Nacional | Fabián Rodríguez    |           |           |
| Partido Nacional | Horacio Navarro     |           |           |
| Partido Nacional | Lorena Acosta       |           |           |
| Partido Nacional | Marcelo Perdomo     |           |           |
| Partido Nacional | Martha González     |           |           |
| Partido Nacional | Patricia Araceli    |           |           |
| Partido Nacional | Roberto Ferreira    |           |           |
| Partido Nacional | Sandro Britos       |           |           |
| Partido Colorado | Martín Fernández    |           |           |
| Partido Colorado | Gustavo Carbajal    |           |           |
| Partido Colorado | Marcelo Martínez    |           |           |
| Cabildo Abierto  | Alejandro Segovia   |           |           |

#### Progreso
| Partido          | Candidato a alcalde | Resultado | Resultado |
| ---------------- | ------------------- | --------- | --------- |
| Frente Amplio    | Claudio Duarte      |           |           |
| Frente Amplio    | Karina Parodi       |           |           |
| Frente Amplio    | Javier Petrocelli   |           |           |
| Partido Nacional | Alejandro Matiaude  |           |           |
| Partido Nacional | Álvaro Curbelo      |           |           |
| Partido Nacional | Eduardo Viera       |           |           |
| Partido Nacional | Patricio Aguilar    |           |           |
| Partido Nacional | Camila Mesones      |           |           |
| Partido Nacional | Roberto Álvez       |           |           |
| Partido Nacional | Cándido Reyes       |           |           |
| Partido Nacional | Hugo Delgado        |           |           |
| Partido Nacional | Marco Deleon        |           |           |
| Partido Nacional | Marianela Silva     |           |           |
| Partido Nacional | Nancy Alonso        |           |           |
| Partido Nacional | Alberto Pessi       |           |           |
| Partido Nacional | Paola Sáez          |           |           |
| Partido Colorado | Leandro Comesaña    |           |           |
| Partido Colorado | Silvia Díaz         |           |           |
| Partido Colorado | Jaqueline Fontela   |           |           |
| Partido Colorado | Leticia Chamorro    |           |           |
| Cabildo Abierto  | Jorge Barrera       |           |           |
| Cabildo Abierto  | Hugo Corujo         |           |           |
| Cabildo Abierto  | Fabiola Matiaude    |           |           |

#### Paso Carrasco
| Partido                  | Candidato a alcalde | Resultado | Resultado |
| ------------------------ | ------------------- | --------- | --------- |
| Frente Amplio            | Dalmacio Suárez     |           |           |
| Frente Amplio            | Verónica Veiga      |           |           |
| Frente Amplio            | Alicia Berger       |           |           |
| Partido Nacional         | Enrique Nieves      |           |           |
| Partido Nacional         | Gastón Díaz         |           |           |
| Partido Nacional         | Ana Peluffo         |           |           |
| Partido Nacional         | Mabel Zanotta       |           |           |
| Partido Nacional         | Mikaela Feo         |           |           |
| Partido Nacional         | Enrique Etcheverría |           |           |
| Partido Nacional         | Yenny González      |           |           |
| Partido Nacional         | Sergio Taberna      |           |           |
| Partido Nacional         | Adrían Pereira      |           |           |
| Partido Nacional         | Martiniano Mesa     |           |           |
| Partido Nacional         | Gerardo Melognio    |           |           |
| Partido Nacional         | José Feo            |           |           |
| Partido Nacional         | Myriam Carresse     |           |           |
| Partido Colorado         | Alberto Quintana    |           |           |
| Partido Colorado         | Juan Carresse       |           |           |
| Asamblea Popular         | Karenht Núñez       |           |           |
| Partido Verde Animalista | Paula Sosa          |           |           |
| Cabildo Abierto          | Ivanna Muñecas      |           |           |
| Cabildo Abierto          | Miguel Fumero       |           |           |
| Cabildo Abierto          | Ricardo Silva       |           |           |

#### Barros Blancos
| Partido          | Candidato a alcalde | Resultado | Resultado |
| ---------------- | ------------------- | --------- | --------- |
| Frente Amplio    | Daniel Cañete       |           |           |
| Frente Amplio    | Eduardo Robatti     |           |           |
| Frente Amplio    | Gregorio Ramallo    |           |           |
| Frente Amplio    | Juan Trinidad       |           |           |
| Frente Amplio    | Judith Urrutia      |           |           |
| Frente Amplio    | Julián Rocha        |           |           |
| Frente Amplio    | Martín de Armas     |           |           |
| Frente Amplio    | Nelly Guarneri      |           |           |
| Frente Amplio    | Ricardo Borche      |           |           |
| Frente Amplio    | Teresa Lazaga       |           |           |
| Partido Nacional | Luis Almara         |           |           |
| Partido Nacional | Aldo Doschyn        |           |           |
| Partido Nacional | Carlos España       |           |           |
| Partido Nacional | Robert Rodríguez    |           |           |
| Partido Nacional | Fanny Suárez        |           |           |
| Partido Nacional | Willy Bermúdez      |           |           |
| Partido Nacional | Dahiana do Santos   |           |           |
| Partido Nacional | Emilio Caruso       |           |           |
| Partido Nacional | Noelia da Silva     |           |           |
| Partido Nacional | Graciela Acosta     |           |           |
| Partido Nacional | Ricardo Freire      |           |           |
| Partido Nacional | Sergio Salvatierra  |           |           |
| Partido Nacional | Washington García   |           |           |
| Partido Nacional | Juan Bueno          |           |           |
| Partido Nacional | Freddy Paz          |           |           |
| Partido Nacional | Miguel Castro       |           |           |
| Partido Nacional | Alejandra Montero   |           |           |
| Partido Nacional | Ángel Álvez         |           |           |
| Partido Nacional | Abayubá Sánchez     |           |           |
| Partido Nacional | Fanny Barredo       |           |           |
| Partido Nacional | Fernando Píriz      |           |           |
| Partido Colorado | Georgette Dupuys    |           |           |
| Partido Colorado | José Colina         |           |           |
| Partido Colorado | Vivian Díaz         |           |           |
| Partido Colorado | Javier Rodríguez    |           |           |
| Partido Colorado | Wilson Cabrera      |           |           |
| Partido Colorado | Alexandro Carrasco  |           |           |
| Cabildo Abierto  | Andrés Mieres       |           |           |
| Cabildo Abierto  | Mauricio Techera    |           |           |

#### Colonia Nicolich
| Partido          | Candidato a alcalde | Resultado | Resultado |
| ---------------- | ------------------- | --------- | --------- |
| Frente Amplio    | Liber Moreno        |           |           |
| Frente Amplio    | Carla Ifrán         |           |           |
| Frente Amplio    | Norma Echenique     |           |           |
| Partido Nacional | Herman Rivero       |           |           |
| Partido Nacional | Pablo Vega          |           |           |
| Partido Nacional | José Duarte         |           |           |
| Partido Nacional | Miguel Rebagliati   |           |           |
| Partido Nacional | Vanesa Suárez       |           |           |
| Partido Nacional | Giuliana Rodríguez  |           |           |
| Partido Nacional | Carmen Díaz         |           |           |
| Partido Nacional | Silvana Mazzoleni   |           |           |
| Partido Nacional | Omar Castillo       |           |           |
| Partido Nacional | María Coberti       |           |           |
| Partido Nacional | Roberto Olivera     |           |           |
| Partido Nacional | Angélica Coli       |           |           |
| Partido Colorado | Carlos Rivero       |           |           |
| Partido Colorado | Reina Puñales       |           |           |
| Cabildo Abierto  | Sandra González     |           |           |
| Cabildo Abierto  | Luis Rodríguez      |           |           |

#### San Ramón
| Partido          | Candidato a alcalde | Resultado | Resultado |
| ---------------- | ------------------- | --------- | --------- |
| Frente Amplio    | Marcela Cuadrado    |           |           |
| Frente Amplio    | Andrés Acosta       |           |           |
| Partido Nacional | Tomas Hernandorena  |           |           |
| Partido Nacional | Gonzálo Melogno     |           |           |
| Partido Colorado | María Méndez        |           |           |
| Partido Colorado | Fernando Melgar     |           |           |
| Cabildo Abierto  | María Cirigliano    |           |           |

#### Salinas
| Partido          | Candidato a alcalde | Resultado | Resultado |
| ---------------- | ------------------- | --------- | --------- |
| Frente Amplio    | Emilio Zapata       |           |           |
| Frente Amplio    | Oscar Montero       |           |           |
| Frente Amplio    | Alberto Díaz        |           |           |
| Partido Nacional | Artigas Cassarino   |           |           |
| Partido Nacional | Daniel Torres       |           |           |
| Partido Nacional | Fernando Bardecio   |           |           |
| Partido Nacional | Freddy Cuendes      |           |           |
| Partido Nacional | Gustavo Denis       |           |           |
| Partido Nacional | Gustavo Morandi     |           |           |
| Partido Nacional | Israel Cáceres      |           |           |
| Partido Nacional | Jorge Ferreira      |           |           |
| Partido Nacional | Marcelo Batista     |           |           |
| Partido Nacional | Pablo Martin        |           |           |
| Partido Nacional | Roberto Balzarini   |           |           |
| Partido Nacional | Rubén Pouso         |           |           |
| Partido Nacional | Rubén Rubí          |           |           |
| Partido Nacional | Silvia Viacava      |           |           |
| Partido Colorado | Carlos Suárez       |           |           |
| Partido Colorado | Alberto Alberti     |           |           |
| Partido Colorado | Christián Lattaro   |           |           |
| Partido Colorado | Ricardo Alonso      |           |           |
| Partido Colorado | Martín Pereyra      |           |           |
| Cabildo Abierto  | Rubén Cardozo       |           |           |
| Cabildo Abierto  | Fernándo Muñóz      |           |           |
| Cabildo Abierto  | Susana Tchekmeyan   |           |           |
| Asamblea Popular | Leonardo Luzardo    |           |           |

#### Joaquín Suárez
| Partido          | Candidato a alcalde   | Resultado | Resultado |
| ---------------- | --------------------- | --------- | --------- |
| Frente Amplio    | José Vitabar          |           |           |
| Frente Amplio    | Maxi Caraffini        |           |           |
| Frente Amplio    | Jorge Baccino         |           |           |
| Frente Amplio    | Leandro de León       |           |           |
| Frente Amplio    | Carlos Nalerio        |           |           |
| Partido Nacional | Andrés Marteluna      |           |           |
| Partido Nacional | Carlos Delgado        |           |           |
| Partido Nacional | Christopher Hernández |           |           |
| Partido Nacional | Cristina Reyes        |           |           |
| Partido Nacional | Cynthia Alzamendi     |           |           |
| Partido Nacional | Daniel Martínez       |           |           |
| Partido Nacional | Diego del Valle       |           |           |
| Partido Nacional | Gastón Macías         |           |           |
| Partido Nacional | Gladys Pérez          |           |           |
| Partido Nacional | Ivonne Rodríguez      |           |           |
| Partido Nacional | José Zarza            |           |           |
| Partido Nacional | Karina Castillo       |           |           |
| Partido Nacional | Luis Ascano           |           |           |
| Partido Nacional | Mary Arellano         |           |           |
| Partido Nacional | Néstor Hernández      |           |           |
| Partido Nacional | Ricardo Torres        |           |           |
| Partido Nacional | Víctor Silvera        |           |           |
| Partido Nacional | Washington Otegui     |           |           |
| Partido Colorado | Douglas García        |           |           |
| Partido Colorado | Sonia Cruz            |           |           |
| Partido Colorado | Alejandro Dabo        |           |           |
| Partido Colorado | Ramón Vidal           |           |           |
| Partido Colorado | Jorge Rizzo           |           |           |
| Cabildo Abierto  | Leonardo San Martín   |           |           |
| Cabildo Abierto  | Juan da Silva         |           |           |
| Asamblea Popular | Jorge Pérez           |           |           |

#### Parque del Plata
| Partido          | Candidato a alcalde | Resultado | Resultado |
| ---------------- | ------------------- | --------- | --------- |
| Frente Amplio    | Nicolás Acosta      | 12,25%    | 53,73%    |
| Frente Amplio    | Aníbal da Silva     | 11,42%    | 53,73%    |
| Frente Amplio    | Tania Vecchio       | 29,82%    | 53,73%    |
| Partido Nacional | Marcelo Meres       | 2,25%     | 39,87%    |
| Partido Nacional | Enrique Souto       | 6,79%     | 39,87%    |
| Partido Nacional | Ana Peñaiva         | 1,65%     | 39,87%    |
| Partido Nacional | Rodrigo López       | 7,25%     | 39,87%    |
| Partido Nacional | Luis Varela         | 6,70%     | 39,87%    |
| Partido Nacional | Luis Bordón         | 1,19%     | 39,87%    |
| Partido Nacional | Ángel Acosta        | 5,90%     | 39,87%    |
| Partido Nacional | Isabel Pérez        | 0,07%     | 39,87%    |
| Partido Nacional | Vanessa Hipogrosso  | 2,73%     | 39,87%    |
| Partido Nacional | Walter Albín        | 2,62%     | 39,87%    |
| Partido Nacional | Maximiliano López   | 0,16%     | 39,87%    |
| Partido Nacional | Verónica Severo     | 0,48%     | 39,87%    |
| Partido Nacional | Isabel Traibel      | 1,90%     | 39,87%    |
| Partido Colorado | José Rodríguez      | 0,53%     | 1,63%     |
| Partido Colorado | Gustavo Fernández   | 1,10%     | 1,63%     |
| Cabildo Abierto  | Fernando Vázquez    | 2,41%     | 3,35%     |
| Cabildo Abierto  | Heber Rameau        | 0,92%     |           |
| Asamblea Popular | Lorena Jesús        | 1,42%     | 1,42%     |

#### Sauce
| Partido          | Candidato a alcalde  | Resultado | Resultado |
| ---------------- | -------------------- | --------- | --------- |
| Frente Amplio    | Lucía Charlo         |           |           |
| Frente Amplio    | Miguel Bengasi       |           |           |
| Frente Amplio    | Carlos Garolla       |           |           |
| Frente Amplio    | Alberto Giannastasio |           |           |
| Partido Nacional | Rubens Ottonello     |           |           |
| Partido Nacional | José Nova            |           |           |
| Partido Nacional | Marcela Galeano      |           |           |
| Partido Nacional | Karina Esteche       |           |           |
| Partido Nacional | Mario Rodríguez      |           |           |
| Partido Colorado | Juan González        |           |           |
| Partido Colorado | Emiliano Colla       |           |           |
| Partido Colorado | Lourdes Gómez        |           |           |
| Partido Colorado | Sara González        |           |           |
| Partido Colorado | Federico Mazzuchelli |           |           |
| Cabildo Abierto  | Raúl Pérez           |           |           |
| Asamblea Popular | Juan Rodríguez       |           |           |

#### Tala
| Partido          | Candidato a alcalde  | Resultado | Resultado |
| ---------------- | -------------------- | --------- | --------- |
| Frente Amplio    | Jonathan Rodríguez   |           |           |
| Frente Amplio    | Darwin Barreto       |           |           |
| Frente Amplio    | Juan Cerdeña         |           |           |
| Partido Nacional | Rafael Flores        |           |           |
| Partido Nacional | Ellizabeth Rodríguez |           |           |
| Partido Nacional | Darío Rodríguez      |           |           |
| Partido Nacional | Leonardo Castro      |           |           |
| Partido Nacional | Leonardo Pérez       |           |           |
| Partido Colorado | Nelson Viera         |           |           |
| Partido Colorado | Diver Fernández      |           |           |
| Partido Colorado | Heber Duque          |           |           |
| Cabildo Abierto  | Martha Alpuin        |           |           |
| Cabildo Abierto  | Norberto Rodríguez   |           |           |

#### Atlántida
| Partido          | Candidato a alcalde | Resultado | Resultado |
| ---------------- | ------------------- | --------- | --------- |
| Frente Amplio    | Rufino Fuentes      |           |           |
| Frente Amplio    | Patricia Couselo    |           |           |
| Frente Amplio    | Nicolás Burgueño    |           |           |
| Frente Amplio    | Gustavo González    |           |           |
| Frente Amplio    | Mónica Etcheverry   |           |           |
| Partido Nacional | Juan Deguiglielmi   |           |           |
| Partido Nacional | Juan González       |           |           |
| Partido Nacional | Javier Capano       |           |           |
| Partido Nacional | Cecilia Cancela     |           |           |
| Partido Nacional | Ana Carolina        |           |           |
| Partido Nacional | William Bermolen    |           |           |
| Partido Nacional | Daniel López        |           |           |
| Partido Nacional | Julio Correa        |           |           |
| Partido Nacional | Estela Medina       |           |           |
| Partido Nacional | Alejandro Rodríguez |           |           |
| Partido Nacional | Hugo Burgueño       |           |           |
| Partido Colorado | Amalia González     |           |           |
| Partido Colorado | Miguel Onandi       |           |           |
| Partido Colorado | José Díz            |           |           |
| Partido Colorado | José Lecuona        |           |           |
| Cabildo Abierto  | Bladimir Suna       |           |           |

#### Toledo
| Partido          | Candidato a alcalde | Resultado | Resultado |
| ---------------- | ------------------- | --------- | --------- |
| Frente Amplio    | Carlos Noble        |           |           |
| Frente Amplio    | John Martínez       |           |           |
| Frente Amplio    | Silvia González     |           |           |
| Frente Amplio    | Alfredo Silva       |           |           |
| Frente Amplio    | José Gini           |           |           |
| Frente Amplio    | Marcelo Morales     |           |           |
| Partido Nacional | Mabel Arruda        |           |           |
| Partido Nacional | Rosario Moreira     |           |           |
| Partido Nacional | Ana Llequis         |           |           |
| Partido Nacional | Lucía da Luz        |           |           |
| Partido Nacional | Leticia Fleitas     |           |           |
| Partido Nacional | Mónica Rodríguez    |           |           |
| Partido Nacional | Luis Bas            |           |           |
| Partido Nacional | Héctor Amaro        |           |           |
| Partido Nacional | María Peña          |           |           |
| Partido Nacional | Diego Texeira       |           |           |
| Partido Nacional | Marcelo Ratto       |           |           |
| Partido Nacional | Armando Sánchez     |           |           |
| Partido Colorado | Diego Castro        |           |           |
| Partido Colorado | Mauricio Cepeda     |           |           |
| Partido Colorado | Juan Seballos       |           |           |
| Partido Colorado | Washington Barrios  |           |           |
| Partido Colorado | Brian do Nacimento  |           |           |
| Cabildo Abierto  | Walter López        |           |           |
| Cabildo Abierto  | Jorge Rodríguez     |           |           |
| Cabildo Abierto  | Gimena Cuadrado     |           |           |
| Cabildo Abierto  | Jorge Pacheco       |           |           |

#### Empalme Olmos
| Partido          | Candidato a alcalde | Resultado | Resultado |
| ---------------- | ------------------- | --------- | --------- |
| Frente Amplio    | Alesandra Bonilla   |           |           |
| Frente Amplio    | Jorge Álvarez       |           |           |
| Frente Amplio    | Rodrigo Parodi      |           |           |
| Partido Nacional | Yuri Gutiérrez      |           |           |
| Partido Nacional | Mariela López       |           |           |
| Partido Nacional | Antonio González    |           |           |
| Partido Nacional | Manuel Ponciano     |           |           |
| Partido Nacional | José Morales        |           |           |
| Partido Nacional | Darwin Medina       |           |           |
| Partido Colorado | Mathías Casella     |           |           |
| Partido Colorado | María Fernández     |           |           |
| Partido Colorado | Daniel Lucas        |           |           |
| Cabildo Abierto  | Karina Marín        |           |           |
| Cabildo Abierto  | Adrián Inchausti    |           |           |

#### San Jacinto
| Partido          | Candidato a alcalde | Resultado | Resultado |
| ---------------- | ------------------- | --------- | --------- |
| Frente Amplio    | Pilar de Amores     |           |           |
| Frente Amplio    | Fernando Ferreira   |           |           |
| Partido Nacional | Álvaro Perdomo      |           |           |
| Partido Nacional | José Braida         |           |           |
| Partido Nacional | Cristian Ferraro    |           |           |
| Partido Nacional | Adrián Cantera      |           |           |
| Partido Nacional | Lilián Hernández    |           |           |
| Partido Nacional | Claudia Silva       |           |           |
| Partido Colorado | Enzo Fabiani        |           |           |
| Partido Colorado | Milton Benvenuto    |           |           |
| Partido Colorado | Maira Castro        |           |           |
| Partido Colorado | Guillermo Hernández |           |           |

#### Santa Rosa
| Partido          | Candidato a alcalde | Resultado | Resultado |
| ---------------- | ------------------- | --------- | --------- |
| Frente Amplio    | Lorena Sierra       |           |           |
| Frente Amplio    | Jorge Marrero       |           |           |
| Frente Amplio    | Ramiro Azor         |           |           |
| Frente Amplio    | Esteban Luzardo     |           |           |
| Partido Nacional | Verónica Fernández  |           |           |
| Partido Nacional | Verónica Perdomo    |           |           |
| Partido Nacional | Fabiana García      |           |           |
| Partido Colorado | Facundo Roldos      |           |           |
| Partido Colorado | Alberto Costa       |           |           |

#### La Floresta
| Partido          | Candidato a alcalde | Resultado | Resultado |
| ---------------- | ------------------- | --------- | --------- |
| Frente Amplio    | Gerardo Azambuya    |           |           |
| Frente Amplio    | Nelson Calero       |           |           |
| Frente Amplio    | Ivon Lorenzo        |           |           |
| Frente Amplio    | Alejandro Colombo   |           |           |
| Frente Amplio    | Néstor Erramouspe   |           |           |
| Frente Amplio    | Mario Scaglia       |           |           |
| Partido Nacional | Vicente Amicone     |           |           |
| Partido Nacional | Sergio Molaguero    |           |           |
| Partido Nacional | Cecilia Pereyra     |           |           |
| Partido Nacional | Adriana Gesualdi    |           |           |
| Partido Nacional | Giovanna Forlano    |           |           |
| Partido Nacional | Richard Mesa        |           |           |
| Partido Nacional | Ana Monteiro        |           |           |
| Partido Nacional | Santiago Pedemonti  |           |           |
| Partido Nacional | Julio Dodera        |           |           |
| Partido Nacional | Eduardo Vidal       |           |           |
| Partido Colorado | Santiago Velázquez  |           |           |
| Partido Colorado | Elizabeth Cilintano |           |           |
| Partido Colorado | Miguel Campos       |           |           |
| Cabildo Abierto  | José Mariño         |           |           |
| Cabildo Abierto  | Walter Fuentes      |           |           |

#### Migues
| Partido          | Candidato a alcalde | Resultado | Resultado |
| ---------------- | ------------------- | --------- | --------- |
| Frente Amplio    | Juan Britos         |           |           |
| Frente Amplio    | Uruguay Cinconegui  |           |           |
| Frente Amplio    | Rosario Reyes       |           |           |
| Frente Amplio    | José L. González    |           |           |
| Partido Nacional | Maricel Carnejo     |           |           |
| Partido Nacional | Nahuel Jorge        |           |           |
| Partido Colorado | Juan Vigliecca      |           |           |

#### Los Cerrillos
| Partido          | Candidato a alcalde | Resultado | Resultado |
| ---------------- | ------------------- | --------- | --------- |
| Frente Amplio    | Rodrigo Roncio      |           |           |
| Partido Nacional | Claudia Felipez     |           |           |
| Partido Nacional | Esau Maza           |           |           |
| Partido Nacional | José L. Núñez       |           |           |
| Partido Nacional | María Rivera        |           |           |
| Partido Nacional | Daniel Coegan       |           |           |
| Partido Colorado | María López         |           |           |
| Partido Colorado | Ricardo Castrillo   |           |           |
| Partido Colorado | Christian Veiga     |           |           |
| Cabildo Abierto  | MónicaPeña          |           |           |

#### San Bautista
| Partido          | Candidato a alcalde | Resultado | Resultado |
| ---------------- | ------------------- | --------- | --------- |
| Frente Amplio    | Alejandro Fernández |           |           |
| Partido Nacional | Mariela Fassanello  |           |           |
| Partido Nacional | Roberto Siriani     |           |           |
| Partido Nacional | José Campos         |           |           |
| Partido Nacional | Juan C. Álvarez     |           |           |
| Partido Nacional | Oscar García        |           |           |
| Partido Colorado | Roque Pérez         |           |           |
| Partido Colorado | Joaquín Farina      |           |           |

#### Soca
| Partido          | Candidato a alcalde | Resultado | Resultado |
| ---------------- | ------------------- | --------- | --------- |
| Frente Amplio    | Anahi Moreira       |           |           |
| Frente Amplio    | Leonardo Juárez     |           |           |
| Partido Nacional | Roberto Rodríguez   |           |           |
| Partido Nacional | Juan Rodríguez      |           |           |
| Partido Nacional | Juan Ottonelli      |           |           |
| Partido Nacional | Germán Curbelo      |           |           |
| Partido Nacional | Patricia Maldonado  |           |           |
| Cabildo Abierto  | Alejandro Alonso    |           |           |
| Cabildo Abierto  | Adriana Viera       |           |           |
| Partido Colorado | Alejandro Burgueño  |           |           |

#### Montes
| Partido          | Candidato a alcalde | Resultado | Resultado |
| ---------------- | ------------------- | --------- | --------- |
| Frente Amplio    | Ildo Díaz           |           |           |
| Frente Amplio    | Gustavo Borges      |           |           |
| Partido Nacional | Rodolfo Salvarrey   |           |           |
| Partido Nacional | Nebes Estévez       |           |           |
| Partido Nacional | Gimena Brum         |           |           |
| Cabildo Abierto  | Hugo Bravo          |           |           |

#### San Antonio
| Partido          | Candidato a alcalde | Resultado | Resultado |
| ---------------- | ------------------- | --------- | --------- |
| Frente Amplio    | Marcelo Reymundi    |           |           |
| Partido Nacional | Nicolás Ferreri     |           |           |
| Partido Nacional | Lizet Mespolet      |           |           |
| Partido Nacional | Damaso Pani         |           |           |
| Partido Nacional | Fabricio Perdigón   |           |           |
| Partido Colorado | José Postiglioni    |           |           |

#### Aguas Corrientes
| Partido          | Candidato a alcalde | Resultado | Resultado |
| ---------------- | ------------------- | --------- | --------- |
| Frente Amplio    | Marcelo Delgado     |           |           |
| Frente Amplio    | Carlos Grenno       |           |           |
| Partido Nacional | Fabián Barreto      |           |           |
| Partido Nacional | Nancy Panizza       |           |           |
| Partido Nacional | María Runco         |           |           |
| Partido Nacional | Carlos Fulco        |           |           |
| Partido Nacional | Amado Torino        |           |           |
| Partido Colorado | Juan Seara          |           |           |

### Cerro Largo

#### Río Branco
| Partido          | Candidato a alcalde  | Resultado | Resultado |
| ---------------- | -------------------- | --------- | --------- |
| Frente Amplio    | Geener Amaral        |           |           |
| Frente Amplio    | William Bordachar    |           |           |
| Frente Amplio    | Walter Sosa          |           |           |
| Partido Nacional | Juan Feijó           |           |           |
| Partido Nacional | Silvia Ferreira      |           |           |
| Partido Nacional | Matias Porciúncula   |           |           |
| Partido Nacional | Oscar Bugna          |           |           |
| Partido Nacional | Luis Machado         |           |           |
| Partido Nacional | Fernando Castelnoble |           |           |
| Partido Nacional | Adela de Sosa        |           |           |
| Partido Nacional | Esteban Paiva        |           |           |
| Partido Nacional | Marcos Acuña         |           |           |
| Partido Nacional | Pablo Loza           |           |           |
| Partido Nacional | Walter Garrido       |           |           |
| Partido Nacional | Luis Miller          |           |           |
| Partido Nacional | Fabián Pedrozo       |           |           |
| Partido Nacional | Julián Olivera       |           |           |
| Partido Nacional | Christian Morel      |           |           |
| Partido Nacional | Marcelo Pereira      |           |           |
| Partido Colorado | Pablo Carrasco       |           |           |

#### Fraile Muerto
| Partido          | Candidato a alcalde | Resultado | Resultado |
| ---------------- | ------------------- | --------- | --------- |
| Frente Amplio    | Diego Muníz         |           |           |
| Partido Nacional | Marcos Hernández    |           |           |
| Partido Nacional | Alejandro Fleitas   |           |           |
| Partido Nacional | Pablo Nauar         |           |           |
| Partido Nacional | Marisa dos Santos   |           |           |

#### Isidoro Noblía
| Partido          | Candidato a alcalde | Resultado | Resultado |
| ---------------- | ------------------- | --------- | --------- |
| Frente Amplio    | Enrique Teruel      |           |           |
| Frente Amplio    | Paulo Beck          |           |           |
| Partido Nacional | Flavio Freire       |           |           |
| Partido Nacional | Inocencio Menchaca  |           |           |
| Partido Nacional | María Castillo      |           |           |
| Partido Nacional | Juan García         |           |           |
| Partido Nacional | Miguel Rodríguez    |           |           |
| Partido Colorado | Giovanna Silva      |           |           |

#### Aceguá
| Partido          | Candidato a alcalde | Resultado | Resultado |
| ---------------- | ------------------- | --------- | --------- |
| Frente Amplio    | Mario Soto          |           |           |
| Frente Amplio    | Yanquer Díaz        |           |           |
| Partido Nacional | Javier Rodríguez    |           |           |
| Partido Nacional | Rubén Almeida       |           |           |
| Partido Nacional | Jesús Silva         |           |           |
| Partido Nacional | José Diez           |           |           |
| Partido Nacional | Néstor Cayrus       |           |           |
| Partido Nacional | Luis Junguitu       |           |           |

#### Tupambaé
| Partido          | Candidato a alcalde | Resultado | Resultado |
| ---------------- | ------------------- | --------- | --------- |
| Frente Amplio    | Luciano López       |           |           |
| Partido Nacional | Douglas Lucas       |           |           |
| Partido Nacional | José Caraballo      |           |           |
| Partido Nacional | Raquel Saravia      |           |           |
| Partido Nacional | Rafael Mena         |           |           |
| Partido Nacional | Macarena da Rosa    |           |           |

#### Plácido Rosas
| Partido          | Candidato a alcalde | Resultado | Resultado |
| ---------------- | ------------------- | --------- | --------- |
| Frente Amplio    | Jorge Pereira       |           |           |
| Frente Amplio    | Juan Muníz          |           |           |
| Partido Nacional | Diego Fernández     |           |           |
| Partido Nacional | Miguel Gallo        |           |           |
| Partido Nacional | Blanca Morales      |           |           |

#### Arévalo
| Partido          | Candidato a alcalde | Resultado | Resultado |
| ---------------- | ------------------- | --------- | --------- |
| Partido Nacional | Giovanna Vieira     |           |           |
| Partido Nacional | Omar Díaz           |           |           |
| Partido Nacional | José Lucas          |           |           |
| Partido Nacional | Santiago Ayala      |           |           |
| Partido Nacional | Orlando Albano      |           |           |

#### Arbolito
| Partido          | Candidato a alcalde | Resultado | Resultado |
| ---------------- | ------------------- | --------- | --------- |
| Frente Amplio    | Hebert Olivera      |           |           |
| Partido Nacional | Enrique Cardozo     |           |           |
| Partido Nacional | Facundo Quevedo     |           |           |
| Partido Nacional | Luis Segui          |           |           |
| Partido Nacional | Robert Blanco       |           |           |

#### Ramón Trigo
| Partido          | Candidato a alcalde | Resultado | Resultado |
| ---------------- | ------------------- | --------- | --------- |
| Frente Amplio    | Celia Rodríguez     |           |           |
| Partido Nacional | Delcino Pérez       |           |           |
| Partido Nacional | Magdaleno Menchaca  |           |           |
| Partido Nacional | Alexis Pereira      |           |           |

#### Bañado de Medina
| Partido          | Candidato a alcalde | Resultado | Resultado |
| ---------------- | ------------------- | --------- | --------- |
| Frente Amplio    | Álvaro Correa       |           |           |
| Partido Nacional | Héctor Payssé       |           |           |
| Partido Nacional | Rubén Pimentel      |           |           |
| Partido Nacional | Rubén Baltar        |           |           |
| Partido Nacional | Manrique Molina     |           |           |
| Partido Nacional | Gabriel Leal        |           |           |
| Partido Nacional | Nicolás Paggiola    |           |           |
| Partido Nacional | Ademar Falero       |           |           |
| Partido Nacional | Daniel Segade       |           |           |
| Partido Nacional | Edelmiro Braga      |           |           |

#### Las Cañas
| Partido          | Candidato a alcalde | Resultado | Resultado |
| ---------------- | ------------------- | --------- | --------- |
| Frente Amplio    | Elena Sosa          |           |           |
| Partido Nacional | Fernando Furtado    |           |           |
| Partido Nacional | Alejandro Barcelo   |           |           |
| Partido Nacional | Ariel da Fonseca    |           |           |
| Partido Nacional | Atanacio Tabárez    |           |           |
| Partido Nacional | Clever Piñeiro      |           |           |
| Partido Nacional | José Teliz          |           |           |
| Partido Nacional | Víctor Noda         |           |           |

#### Cerro de las Cuentas
| Partido          | Candidato a alcalde | Resultado | Resultado |
| ---------------- | ------------------- | --------- | --------- |
| Frente Amplio    | Gonzálo Juárez      |           |           |
| Partido Nacional | Humberto Allende    |           |           |
| Partido Nacional | Ricardo Viana       |           |           |
| Partido Nacional | Jorge Aspiroz       |           |           |
| Partido Nacional | María R. Echeverría |           |           |
| Partido Nacional | Óscar González      |           |           |
| Partido Nacional | Washington Duarte   |           |           |
| Partido Nacional | Javier Juárez       |           |           |
| Partido Nacional | Casio Acuña         |           |           |

#### Centurión
| Partido          | Candidato a alcalde | Resultado | Resultado |
| ---------------- | ------------------- | --------- | --------- |
| Frente Amplio    | Roberto Silva       |           |           |
| Partido Nacional | Patricia Iturralde  |           |           |
| Partido Nacional | Juan dos Santos     |           |           |
| Partido Nacional | Fernándo López      |           |           |

#### Tres Islas
| Partido          | Candidato a alcalde | Resultado | Resultado |
| ---------------- | ------------------- | --------- | --------- |
| Frente Amplio    | Artigas Hernández   |           |           |
| Partido Nacional | Carlos González     |           |           |
| Partido Nacional | Pablo García        |           |           |
| Partido Nacional | Claudia Araujo      |           |           |
| Partido Nacional | Leonardo Fernández  |           |           |

#### Quebracho
| Partido          | Candidato a alcalde | Resultado | Resultado |
| ---------------- | ------------------- | --------- | --------- |
| Frente Amplio    | Jorge Machado       |           |           |
| Partido Nacional | Wilson Arancet      |           |           |
| Partido Nacional | Valeria Quinta      |           |           |
| Partido Nacional | Wilder Acosta       |           |           |
| Partido Nacional | Héctor Ortiz        |           |           |

### Colonia

#### Carmelo
| Partido          | Candidato a alcalde | Resultado | Resultado |
| ---------------- | ------------------- | --------- | --------- |
| Frente Amplio    | Eduardo Cabral      |           |           |
| Frente Amplio    | Juan Miguelena      |           |           |
| Frente Amplio    | Washington Marzat   |           |           |
| Frente Amplio    | Fabián Salvagno     |           |           |
| Frente Amplio    | Marina Rébori       |           |           |
| Partido Nacional | Gustavo Viola       |           |           |
| Partido Nacional | Marcelo Urrutia     |           |           |
| Partido Nacional | Carlos Vidal        |           |           |
| Partido Nacional | Edgardo Rabino      |           |           |
| Partido Nacional | Facundo Maffoni     |           |           |
| Partido Nacional | Alejandro Brusco    |           |           |
| Partido Nacional | Alicia Espíndola    |           |           |
| Partido Nacional | Luis Parodi         |           |           |
| Partido Nacional | Luis López          |           |           |
| Partido Colorado | Daniel Abelenda     |           |           |
| Partido Colorado | Daniel Cerrutti     |           |           |
| Partido Colorado | Gustavo Giménez     |           |           |
| Partido Colorado | Daniel Conde        |           |           |
| Asamblea Popular | Alicia Arriola      |           |           |

#### Juan Lacaze
| Partido          | Candidato a alcalde | Resultado | Resultado |
| ---------------- | ------------------- | --------- | --------- |
| Frente Amplio    | Silvia Chauvie      |           |           |
| Frente Amplio    | Arturo Bentancor    |           |           |
| Frente Amplio    | Sergio Viera        |           |           |
| Frente Amplio    | Daniel Gonnet       |           |           |
| Frente Amplio    | Claudio Mederos     |           |           |
| Partido Nacional | Walter Bonifacio    |           |           |
| Partido Nacional | Gabriel Briosso     |           |           |
| Partido Nacional | Pedro Curbelo       |           |           |
| Partido Nacional | Shirley San Martín  |           |           |
| Partido Nacional | Jorge López         |           |           |
| Partido Nacional | Oscar Telleri       |           |           |
| Partido Nacional | Jorge Mediza        |           |           |
| Partido Nacional | Cristian Aguirre    |           |           |
| Partido Nacional | Mario Clara         |           |           |
| Partido Nacional | Dante Marmissolle   |           |           |
| Partido Nacional | Francisco Castro    |           |           |
| Partido Nacional | Raúl Bogliaccini    |           |           |
| Partido Colorado | Hugo Sofita         |           |           |
| Partido Colorado | Saúl Cabrera        |           |           |
| Partido Colorado | Gabriel Gabbiani    |           |           |
| Asamblea Popular | Julio García        |           |           |

#### Nueva Helvecia
| Partido          | Candidato a alcalde | Resultado | Resultado |
| ---------------- | ------------------- | --------- | --------- |
| Frente Amplio    | Sara Vecino         |           |           |
| Frente Amplio    | Ruddy Leizagoyen    |           |           |
| Frente Amplio    | Julio Naviliat      |           |           |
| Partido Nacional | Mónica Ayala        |           |           |
| Partido Nacional | Marcelo Alonso      |           |           |
| Partido Nacional | Claudio Álvarez     |           |           |
| Partido Nacional | Mario Bertino       |           |           |
| Partido Nacional | Christian Viera     |           |           |
| Partido Nacional | Ademar Bermúdez     |           |           |
| Partido Nacional | Héctor Torres       |           |           |
| Partido Nacional | Reynaldo Martínez   |           |           |
| Partido Colorado | Inés García         |           |           |
| Partido Colorado | Claudia Torlacoff   |           |           |
| Partido Colorado | Juan Grimoldi       |           |           |
| Partido Colorado | Rosario Silva       |           |           |

#### Rosario
| Partido          | Candidato a alcalde | Resultado | Resultado |
| ---------------- | ------------------- | --------- | --------- |
| Frente Amplio    | Dardo Vilaamil      |           |           |
| Frente Amplio    | Natalia Salaberry   |           |           |
| Frente Amplio    | Jorge Rodríguez     |           |           |
| Partido Nacional | Alejandro Dávila    |           |           |
| Partido Nacional | Aldo Bouchard       |           |           |
| Partido Nacional | Jaquelin Gómez      |           |           |
| Partido Nacional | Víctor Idiart       |           |           |
| Partido Nacional | Luis Camesella      |           |           |
| Partido Nacional | Pablo Maciel        |           |           |
| Partido Nacional | Daniela Amed        |           |           |
| Partido Nacional | Guillermo Hernández |           |           |
| Partido Nacional | Mauricio Muslera    |           |           |
| Partido Colorado | César Pino          |           |           |
| Partido Colorado | Néstor Dávila       |           |           |

#### Nueva Palmira
| Partido          | Candidato a alcalde | Resultado | Resultado |
| ---------------- | ------------------- | --------- | --------- |
| Frente Amplio    | Lucas Martínez      |           |           |
| Frente Amplio    | Camila Tachini      |           |           |
| Frente Amplio    | Henry Gabrielli     |           |           |
| Frente Amplio    | Antonio Cosati      |           |           |
| Frente Amplio    | Susana Avoletta     |           |           |
| Partido Nacional | Hernán Banchero     |           |           |
| Partido Nacional | Fernándo Panamá     |           |           |
| Partido Nacional | Eduardo Urán        |           |           |
| Partido Nacional | Henri Llobera       |           |           |
| Partido Nacional | Fabio Aguirre       |           |           |
| Partido Nacional | Diego Otero         |           |           |
| Partido Nacional | Agustín Callero     |           |           |
| Partido Nacional | Miryam Ocampo       |           |           |
| Partido Colorado | Miguel García       |           |           |
| Partido Colorado | Milton Berretta     |           |           |
| Partido Colorado | Rubén Malacría      |           |           |
| Asamblea Popular | Miryam Rigby        |           |           |

#### Tarariras
| Partido          | Candidato a alcalde | Resultado | Resultado |
| ---------------- | ------------------- | --------- | --------- |
| Frente Amplio    | Bernardo Bajac      |           |           |
| Frente Amplio    | Rosario Alzugaray   |           |           |
| Frente Amplio    | Fernándo Aguiar     |           |           |
| Frente Amplio    | Nora González       |           |           |
| Partido Nacional | Sandra Gonnet       |           |           |
| Partido Nacional | Ariel Silveira      |           |           |
| Partido Nacional | Claudia May         |           |           |
| Partido Nacional | Sergio Hernández    |           |           |
| Partido Nacional | Jimmy Schnyder      |           |           |
| Partido Nacional | Gustavo Arrivillaga |           |           |
| Partido Nacional | Dany Pérez          |           |           |
| Partido Nacional | Adrián Batista      |           |           |
| Partido Colorado | Miguel Duhalde      |           |           |
| Partido Colorado | Karina Cruz         |           |           |

#### Ombúes de Lavalle
| Partido          | Candidato a alcalde | Resultado | Resultado |
| ---------------- | ------------------- | --------- | --------- |
| Frente Amplio    | Lorena Pérez        |           |           |
| Frente Amplio    | Anair Viera         |           |           |
| Frente Amplio    | Elmer Dávila        |           |           |
| Frente Amplio    | Julio Blanco        |           |           |
| Partido Nacional | Fernándo Montaña    |           |           |
| Partido Nacional | Elbio Caseras       |           |           |
| Partido Nacional | Fredy Lescano       |           |           |
| Partido Nacional | Edgardo Marchetti   |           |           |
| Partido Nacional | Marcelo Castro      |           |           |
| Partido Nacional | Teresita Purtscher  |           |           |
| Partido Colorado | Rolando Geymonat    |           |           |
| Partido Colorado | Mariano Salvagiot   |           |           |

#### Colonia Valdense
| Partido          | Candidato a alcalde | Resultado | Resultado |
| ---------------- | ------------------- | --------- | --------- |
| Frente Amplio    | Juanita Bertinat    |           |           |
| Frente Amplio    | Mónica Rivero       |           |           |
| Partido Nacional | Carlos Figueroa     |           |           |
| Partido Nacional | Daniel Quintana     |           |           |
| Partido Nacional | Yolanda Gayol       |           |           |
| Partido Nacional | Suzan Hoffmann      |           |           |
| Partido Nacional | Juan Haller         |           |           |
| Partido Nacional | Andrés Malán        |           |           |
| Partido Nacional | Carlos García       |           |           |
| Partido Nacional | Gabriel Hernández   |           |           |
| Partido Colorado | Fernándo Eguiluz    |           |           |
| Partido Colorado | Raúl Fostel         |           |           |

#### Florencio Sánchez
| Partido          | Candidato a alcalde | Resultado | Resultado |
| ---------------- | ------------------- | --------- | --------- |
| Frente Amplio    | María Duarte        |           |           |
| Partido Nacional | Carlos Colman       |           |           |
| Partido Nacional | Óscar García        |           |           |
| Partido Nacional | Víctor Bentancur    |           |           |
| Partido Nacional | Alfredo Sánchez     |           |           |
| Partido Nacional | Daniel Ortiz        |           |           |
| Partido Colorado | Inés Brum           |           |           |
| Partido Colorado | Jorge Villegas      |           |           |

#### Colonia Miguelete
| Partido          | Candidato a alcalde | Resultado | Resultado |
| ---------------- | ------------------- | --------- | --------- |
| Frente Amplio    | Emilia Arce         |           |           |
| Partido Nacional | Tisiana Delgado     |           |           |
| Partido Nacional | Alicia Clavell      |           |           |
| Partido Nacional | Ana Cassamagnaghi   |           |           |
| Partido Nacional | Javier Rostagnol    |           |           |
| Partido Nacional | María Martín        |           |           |
| Partido Nacional | Jorge Viera         |           |           |
| Partido Colorado | Fredy Michelín      |           |           |
| Partido Colorado | Héctor Rodríguez    |           |           |

#### La Paz
| Partido          | Candidato a alcalde | Resultado | Resultado |
| ---------------- | ------------------- | --------- | --------- |
| Frente Amplio    | Hetzel Malates      |           |           |
| Frente Amplio    | María Itza          |           |           |
| Frente Amplio    | Wilson Miranda      |           |           |
| Partido Nacional | Mariana Camiletti   |           |           |
| Partido Nacional | Jorge Long          |           |           |
| Partido Nacional | María Báez          |           |           |
| Partido Nacional | Jorge Álvarez       |           |           |
| Partido Nacional | Luis Pitta          |           |           |
| Partido Nacional | Walter Miranda      |           |           |
| Partido Nacional | Sebastián Carella   |           |           |
| Partido Colorado | Gustavo Hernández   |           |           |

### Montevideo[20][21][22]

#### Municipio A
| Municipio A              | Municipio A         | Municipio A   | Municipio A   |
| Partido                  | Candidato a alcalde | Resultado (%) | Resultado (%) |
| ------------------------ | ------------------- | ------------- | ------------- |
| Frente Amplio            | Jorge Meroni        | 67,34         | 67,34         |
| Partido Independiente    | Domingo Rodríguez   | 13,8          | 30,7          |
| Partido Independiente    | Luis Gorriarán      | 5,19          | 30,7          |
| Partido Independiente    | Anthony Murad       | 3,77          | 30,7          |
| Partido Independiente    | Pablo Caldarelli    | 2,95          | 30,7          |
| Partido Independiente    | Vivían Trzeinsky    | 2,52          | 30,7          |
| Partido Independiente    | Julio Gómez         | 1,67          | 30,7          |
| Partido Independiente    | Daniel Almeida      | 0,57          | 30,7          |
| Asamblea Popular         | José Luis Vázquez   | 0,85          | 0,85          |
| Partido Verde Animalista | Ana Laura Cabrera   | 1,11          | 1,11          |

#### Municipio B
| Municipio B           | Municipio B          | Municipio B | Municipio B |
| Partido               | Candidato a alcalde  | Resultados  | Resultados  |
| --------------------- | -------------------- | ----------- | ----------- |
| Frente Amplio         | Silvana Pissano      | 28,86       | 52,49       |
| Frente Amplio         | Mauricio Guarinoni   | 12,32       | 52,49       |
| Frente Amplio         | Juan P. Pío          | 10,85       | 52,49       |
| Partido Independiente | Eduardo Ulloa        | 12,33       | 46,81       |
| Partido Independiente | Ismael Manzur        | 12,04       | 46,81       |
| Partido Independiente | Rosauro San Román    | 5,41        | 46,81       |
| Partido Independiente | Luis Hierro Freigedo | 4,33        | 46,81       |
| Partido Independiente | Julio Segueira       | 3,28        | 46,81       |
| Partido Independiente | Nicolás Sanguinetti  | 3,27        | 46,81       |
| Partido Independiente | Sara Durán           | 2,88        | 46,81       |
| Partido Independiente | María Díaz           | 1,71        | 46,81       |
| Partido Independiente | Ruben da Sosa        | 0,93        | 46,81       |
| Partido Independiente | Alejandro Barreiro   | 0,34        | 46,81       |
| Asamblea Popular      | Miguel Arguello      | 0,7         | 0,7         |

#### Municipio C
| Municipio C           | Municipio C         | Municipio C | Municipio C |
| Partido               | Candidato a alcalde | Resultados  | Resultados  |
| --------------------- | ------------------- | ----------- | ----------- |
| Frente Amplio         | Jorge Cabrera       | 53,06       | 53,06       |
| Partido Independiente | Rodrigo Lludgar     | 11,8        | 46,29       |
| Partido Independiente | Luis Fernández      | 11,25       | 46,29       |
| Partido Independiente | Miguel di Ruoco     | 7,31        | 46,29       |
| Partido Independiente | Julio Emenegger     | 4,47        | 46,29       |
| Partido Independiente | Zully Jaurgeguy     | 3,99        | 46,29       |
| Partido Independiente | Jorge L. Berger     | 3,71        | 46,29       |
| Partido Independiente | Elisa Montaña       | 1,78        | 46,29       |
| Partido Independiente | Marco Gonzalez      | 0,94        | 46,29       |
| Asamblea Popular      | Michael Dicmarch    | 0,64        | 0,64        |

#### Municipio CH
| Municipio CH          | Municipio CH          | Municipio CH | Municipio CH |
| Partido               | Candidato a alcalde   | Resultados   | Resultados   |
| --------------------- | --------------------- | ------------ | ------------ |
| Frente Amplio         | Ivonne Passada        | 35,37        | 35,37        |
| Partido Independiente | Andrés Abt            | 29,53        | 64,19        |
| Partido Independiente | Andrés Burcatovsky    | 14,04        | 64,19        |
| Partido Independiente | Jorge Seré            | 7,63         | 64,19        |
| Partido Independiente | Flavio Harguindeguy   | 3,61         | 64,19        |
| Partido Independiente | Gonzalo Legaspi       | 2,5          | 64,19        |
| Partido Independiente | Luis Bascou           | 2,25         | 64,19        |
| Partido Independiente | Reynaldo de la Fuente | 1,96         | 64,19        |
| Partido Independiente | Deborah Hollander     | 1,15         | 64,19        |
| Partido Independiente | Rodrigo Laxaga        | 0,77         | 64,19        |
| Partido Independiente | Beatriz Simoff        | 0,38         | 64,19        |
| Asamblea Popular      | Alejandro Jorysz      | 0,44         | 0,44         |

#### Municipio D
| Municipio D           | Municipio D         | Municipio D | Municipio D |
| Partido               | Candidato a alcalde | Resultados  | Resultados  |
| --------------------- | ------------------- | ----------- | ----------- |
| Frente Amplio         | Gabriel Velazco     | 50,87       | 50,87       |
| Partido Independiente | Bryan Araújo        | 16,36       | 48,44       |
| Partido Independiente | Carlos Badaracco    |             | 48,44       |
| Partido Independiente | Jorge Cámera        |             | 48,44       |
| Partido Independiente | Marcelo Cáceres     |             | 48,44       |
| Partido Independiente | Walter Guzmán       |             | 48,44       |
| Partido Independiente | Jhonatan Naviliat   |             | 48,44       |
| Partido Independiente | Héctor Vidal        |             | 48,44       |
| Partido Independiente | Carlos P. Rodríguez |             | 48,44       |
| Asamblea Popular      | Janet Gómez         |             |             |

#### Municipio E
| Municipio E           | Municipio E         | Municipio E | Municipio E |
| Partido               | Candidato a alcalde | Resultados  | Resultados  |
| --------------------- | ------------------- | ----------- | ----------- |
| Frente Amplio         | Diana Spatakis      |             |             |
| Partido Nacional      | César Raimondo      |             |             |
| Partido Nacional      | Mercedes Ruíz       |             |             |
| Partido Nacional      | Ignacio Ubilla      |             |             |
| Cabildo Abierto       | Patricia Barthaburu |             |             |
| Partido Colorado      | Pablo Armand Ugón   |             |             |
| Partido Colorado      | Francisco Berchesi  |             |             |
| Partido Colorado      | Marcelo Mateos      |             |             |
| Asamblea Popular      | Silvia Coitiño      |             |             |
| Partido Independiente | Fernando Fernández  |             |             |

#### Municipio F
| Municipio F      | Municipio F          | Municipio F | Municipio F |
| Partido          | Candidato a alcalde  | Resultados  | Resultados  |
| ---------------- | -------------------- | ----------- | ----------- |
| Frente Amplio    | Héctor Nicolás Acuña |             |             |
| Partido Nacional | Juan Pedro López     |             |             |
| Partido Nacional | Fernando Lozano      |             |             |
| Partido Nacional | María Mautone        |             |             |
| Partido Nacional | Jorge Nasso          |             |             |
| Partido Nacional | Fernando Pazos       |             |             |
| Partido Nacional | Lucas Suárez         |             |             |
| Partido Nacional | Mario Silveira       |             |             |
| Cabildo Abierto  | Rosario Romero       |             |             |
| Partido Colorado | Marcelo González     |             |             |
| Partido Colorado | Osbel Lujambio       |             |             |
| Partido Colorado | José Urdiozola       |             |             |
| Asamblea Popular | Silvia Coitiño       |             |             |

#### Municipio G
| Municipio G           | Municipio G         | Municipio G | Municipio G |
| Partido               | Candidato a alcalde | Resultados  | Resultados  |
| --------------------- | ------------------- | ----------- | ----------- |
| Frente Amplio         | Leticia de Torres   | 31,57%      | 56,05%      |
| Frente Amplio         | Daniel Gil Aguiar   | 24,48%      | 56,05%      |
| Partido Nacional      | Stella Alfaro       | 4,37%       | 24,13%      |
| Partido Nacional      | Manón Berrueta      | 12,47%      | 24,13%      |
| Partido Nacional      | Mario Gutiérrez     | 7.29%       | 24,13%      |
| Cabildo Abierto       | Javier Cabo         | 5%          | 5%          |
| Partido Colorado      | Carlos Cruz         | 3.59%       | 6,76%       |
| Partido Colorado      | Ernesto Flechero    | 3.17%       | 6,76%       |
| Asamblea Popular      | Paolo Picardi       | 1.90%       | 1.90%       |
| Partido Independiente | Virginia Soria      | 0.35%       | 0.35%       |

### San José

#### Ciudad del Plata
| Partido           | Candidato a alcalde | Resultados        | Resultados       |  |
| ----------------- | ------------------- | ----------------- | ---------------- |  |
| Frente Amplio     | Richard Mariani     | 41,18%            |                  |  |
| Frente Amplio     | Martín Maldonado    | 28,80%            |                  |  |
| Frente Amplio     | Jesús Cenández      | 7,01% \|-         | Ofelia Umpierrez |  |
| Frente Amplio     | Nelson Hernandez    |                   |                  |  |
| Frente Amplio     | Marcelo Dorelo      |                   |                  |  |
| Frente Amplio     | Alberto Faig        |                   |                  |  |
| Frente Amplio     | Partido Nacional    | Marianita Fonseca |                  |  |
| Denis Hornos      | Partido Nacional    |                   |                  |  |
| Alghero Giroldi   | Partido Nacional    |                   |                  |  |
| Carlos Dziugys    | Partido Nacional    |                   |                  |  |
| Raúl Balao        | Partido Nacional    |                   |                  |  |
| Ramón Manzini     | Partido Nacional    |                   |                  |  |
| Walter Bentaberry | Partido Nacional    |                   |                  |  |
| Graciela Pereira  | Partido Nacional    |                   |                  |  |
| María L. Conde    | Partido Nacional    |                   |                  |  |
| Maiquel Castro    | Partido Nacional    |                   |                  |  |
| Agueda Preza      | Partido Nacional    |                   |                  |  |
| Ricardo Núñez     | Partido Nacional    |                   |                  |  |
| Cabildo Abierto   | Josehelen Tropiano  |                   |                  |  |
| Cabildo Abierto   | Edgardo Tornini     |                   |                  |  |
| Cabildo Abierto   | Luis Pacheco        |                   |                  |  |
| Partido Colorado  | Óscar Santos        |                   |                  |  |
| Partido Colorado  | Gualberto Ramos     |                   |                  |  |
| Asamblea Popular  | Yanina Bertoche     |                   |                  |  |

#### Libertad
| Partido          | Candidato a alcalde | Resultados | Resultados |
| ---------------- | ------------------- | ---------- | ---------- |
| Frente Amplio    | Gonzálo Rodríguez   |            |            |
| Frente Amplio    | Luis Dearmas        |            |            |
| Frente Amplio    | Luis Reyes          |            |            |
| Partido Nacional | José M. Reyes       |            |            |
| Partido Nacional | Luis Suárez         |            |            |
| Partido Nacional | Sara Fabra          |            |            |
| Partido Nacional | Vanesa Callero      |            |            |
| Partido Nacional | José Hernández      |            |            |
| Partido Nacional | Matías Santos       |            |            |
| Cabildo Abierto  | Augusto Machis      |            |            |
| Cabildo Abierto  | Mary Rodríguez      |            |            |
| Cabildo Abierto  | Fernando Pérez      |            |            |
| Partido Colorado | Zuly Luzardo        |            |            |
| Partido Colorado | Edgard García       |            |            |

#### Rodríguez
| Partido          | Candidato a alcalde | Resultados | Resultados |
| ---------------- | ------------------- | ---------- | ---------- |
| Frente Amplio    | Francisco Molinari  |            |            |
| Frente Amplio    | Eliana Nandín       |            |            |
| Partido Nacional | Daniel Navarro      |            |            |
| Partido Nacional | Alfredo Barreiro    |            |            |
| Partido Nacional | Norberto Zunino     |            |            |
| Partido Nacional | Alejandro Dianesi   |            |            |
| Cabildo Abierto  | Diego Toscano       |            |            |
| Partido Colorado | Nicolás Gómez       |            |            |

#### Ecilda Paullier
| Partido                | Candidato a alcalde | Resultados | Resultados |
| ---------------------- | ------------------- | ---------- | ---------- |
| Frente Amplio          | Luis Fernández      |            |            |
| Partido Nacional       | Henry Carrizo       |            |            |
| Partido Nacional       | Fabricio Martínez   |            |            |
| Partido Nacional       | Leonardo Giménez    |            |            |
| Partido Nacional       | Ismael Villarreal   |            |            |
| Cabildo Abierto        | Ángel Hernández     |            |            |
| Cabildo Abierto        | Arcángel Díaz       |            |            |
| Partido Indepdendiente | Antonio Martínez    |            |            |
| Partido Colorado       | Fernando Mesa       |            |            |

### Tacuarembó

#### Ansina
| Partido                        | Partido          | Candidato a alcalde           | Resultados | Resultados |
| ------------------------------ | ---------------- | ----------------------------- | ---------- | ---------- |
|                                | Frente Amplio    | Derly Pierino Martínez Duarte | 3,87%      | 3,87%      |
|                                | Partido Nacional | Ana Isabel Camejo Pirez       | 45,74%     | 72,67%     |
| Pablo Ariel de los Santos Orga | Partido Nacional | 26,84%                        |            | 72,67%     |
|                                | Partido Colorado | Belia Damallante Piñeiro      | 1,99%      | 7,58%      |
| Wilter de los Santos Sosa      | Partido Colorado | 5,58%                         |            | 7,58%      |
|                                | Cabildo Abierto  | Irene María Echenagusia Gehm  | 3,01%      | 3,01%      |

### Treinta y Tres

#### Vergara
| [ 23 ] [ 24 ]                         | [ 23 ] [ 24 ]                         | [ 23 ] [ 24 ]                         | [ 23 ] [ 24 ] | [ 23 ] [ 24 ] |
| Partido                               | Partido                               | Candidato a alcalde                   | Resultados    | Resultados    |
| ------------------------------------- | ------------------------------------- | ------------------------------------- | ------------- | ------------- |
|                                       | Frente Amplio                         | Manuela María Sarasola Robaina        | 265 (8,1%)    | 265 (8,1%)    |
|                                       | Partido Nacional                      | José Fidencio González Rivas          | 1509 (46,1%)  | 2656 (81,15%) |
| Julio Baltazar Machado Antoria        | Partido Nacional                      | 487 (14,88%)                          |               | 2656 (81,15%) |
| William Bentancur Bello               | Partido Nacional                      | 654 (19,98%)                          |               | 2656 (81,15%) |
| Votos al lema                         | Partido Nacional                      | 6 (0,18%)                             |               | 2656 (81,15%) |
| Votos en blanco (parciales y totales) | Votos en blanco (parciales y totales) | Votos en blanco (parciales y totales) | 307 (9,38%)   | 307 (9,38%)   |
| Votos anulados                        | Votos anulados                        | Votos anulados                        | 45 (1,37%)    | 45 (1,37%)    |

#### Santa Clara de Olimar
| [ 23 ] [ 24 ]                            | [ 23 ] [ 24 ]                            | [ 23 ] [ 24 ]                            | [ 23 ] [ 24 ] | [ 23 ] [ 24 ] |
| Partido                                  | Partido                                  | Candidato a alcalde                      | Resultados    | Resultados    |
| ---------------------------------------- | ---------------------------------------- | ---------------------------------------- | ------------- | ------------- |
|                                          | Frente Amplio                            | Nibia Teresa Torres Sergio               | 121 (6,11%)   | 121 (6,11%)   |
|                                          | Partido Nacional                         | Fernando Luis Díaz Zabala                | 23 (1,16%)    | 1685 (85,06%) |
| María Eugenia Morena Charlo              | Partido Nacional                         | 213 (10,75%)                             |               | 1685 (85,06%) |
| Agustín Oribe Díaz Diez                  | Partido Nacional                         | 69 (3,48%)                               |               | 1685 (85,06%) |
| Oscar Nicolás Costa Rivero               | Partido Nacional                         | 45 (2,27%)                               |               | 1685 (85,06%) |
| Pablo Julio Echevarría Robaina           | Partido Nacional                         | 685 (34,58%)                             |               | 1685 (85,06%) |
| Oscar Santiago Viera Berenguer           | Partido Nacional                         | 645 (32,56%)                             |               | 1685 (85,06%) |
| Votos al lema                            | Partido Nacional                         | 5 (0,25%)                                |               | 1685 (85,06%) |
|                                          | Partido Colorado                         | Aníbal Gonzalo Irabedra Pérez            | 9 (0,45%)     | 20 (1,01%)    |
| Zelmar Quintero Moreira                  | Partido Colorado                         | 11 (0,56%)                               |               | 20 (1,01%)    |
| Votos en blanco (parciales y totales)    | Votos en blanco (parciales y totales)    | Votos en blanco (parciales y totales)    | 143 (7,22%)   | 143 (7,22%)   |
| Votos anulados (y observados rechazados) | Votos anulados (y observados rechazados) | Votos anulados (y observados rechazados) | 12 (0,61%)    | 12 (0,61%)    |

## Asunción de autoridades
Los intendentes, ediles, alcaldes y concejales ganadores de las elecciones departamentales y municipales del 27 de septiembre de 2020 asumieron sus cargos el 26 de noviembre del mismo año.